# Bruno Kreisky

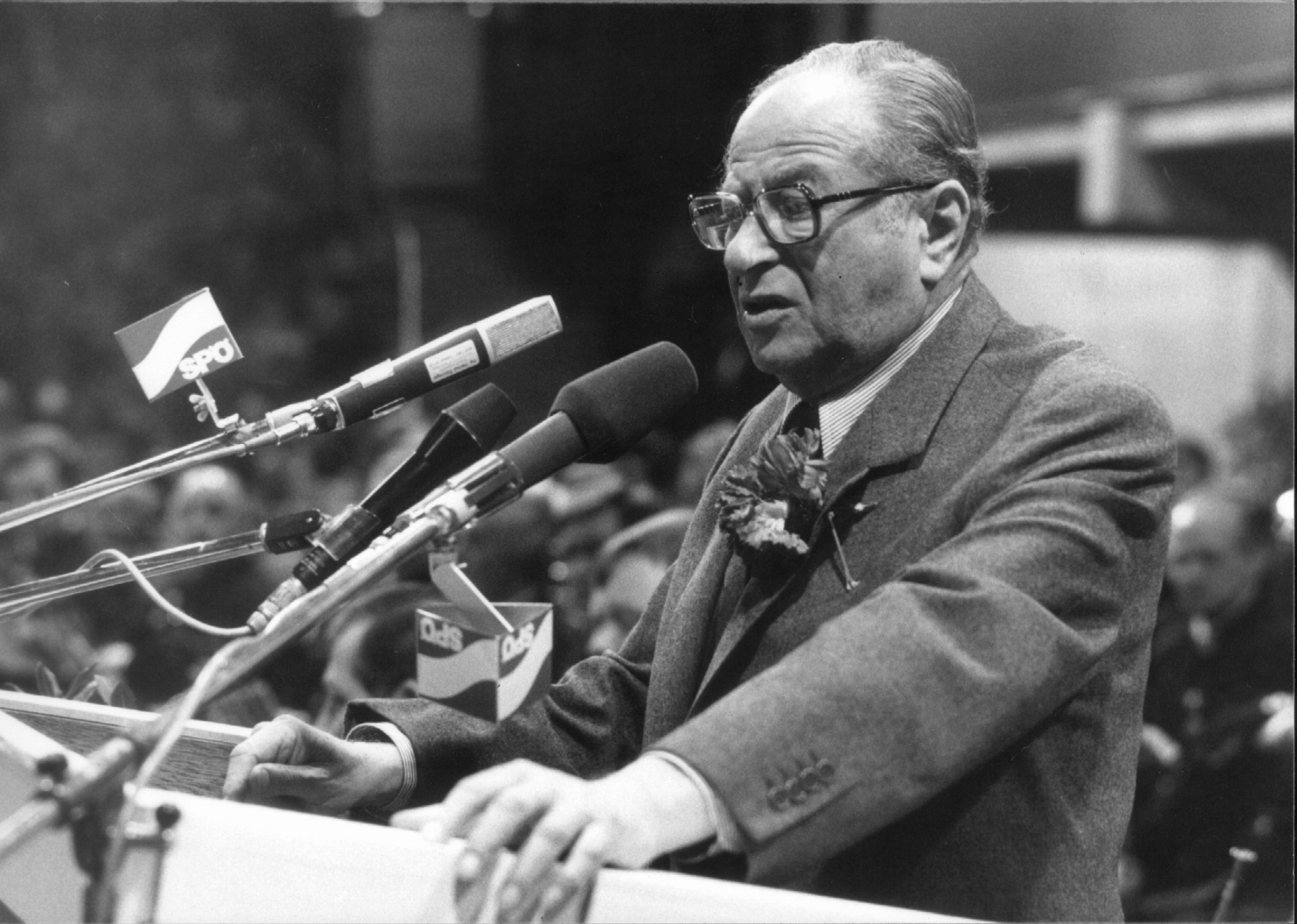
Bruno Kreisky (1983)

Bruno Kreisky (* 22. Jänner 1911 in Wien; † 29. Juli 1990 ebenda) war ein österreichischer Politiker und Staatsmann (SPÖ). Er war von Juli 1959 bis April 1966 Außenminister und von April 1970 bis Mai 1983 Bundeskanzler der Republik Österreich.
Mit seiner 13-jährigen Kanzlerschaft, die als Ära Kreisky bezeichnet wird, war er der am längsten dienende österreichische Bundeskanzler. Er war eine der wichtigsten politischen Persönlichkeiten des Landes sowie auch der westeuropäischen Sozialdemokratie. Teilweise gleichzeitig mit ihm waren die Sozialdemokraten Willy Brandt und Olof Palme Regierungschefs, mit denen er in der Sozialistischen Internationale eng zusammenarbeitete.
Kreisky engagierte sich schon als Schüler für die Sozialdemokratische Partei und wurde 1936 im Sozialistenprozess wegen seiner politischen Tätigkeit vom austrofaschistischen sogenannten „Ständestaat“ zu einem Jahr Kerker verurteilt. Kurz nach dem „Anschluss“ Österreichs an das Deutsche Reich im März 1938 emigrierte Kreisky nach Schweden, um einer Verhaftung oder gar Ermordung im Rahmen der nationalsozialistischen Judenverfolgung zu entgehen.
Nach der Befreiung Österreichs vom Faschismus und der nationalsozialistischen Gewaltherrschaft war Kreisky zunächst in Schweden als Diplomat, dann ab 1953 in Wien als Staatssekretär und von Juli 1959 bis April 1966 als Außenminister in der österreichischen Außenpolitik tätig. Er war 1954/1955 Mitglied von Delegationen, die mit der Sowjetunion über ein Ende der seit 1945 währenden Besatzung und über einen Staatsvertrag verhandelten.
1967 übernahm Kreisky den Parteivorsitz der SPÖ (sie war nach der Nationalratswahl am 6. März 1966 Oppositionspartei geworden). Bei der Nationalratswahl 1970 erhielt die SPÖ 48,5 % der abgegebenen Stimmen. Als Bundeskanzler regierte Kreisky daher zunächst mit einer von den Freiheitlichen (FPÖ) tolerierten Minderheitsregierung; 1971, 1975 und 1979 erreichte er mit der SPÖ jeweils die absolute Mehrheit. War die erste Hälfte seiner Regierungszeit von vielfältigen Reformen geprägt, trat nach den Ölschocks von 1973 und 1979 die Bekämpfung von Rezession bzw. Stagflation in den Vordergrund. Um den Preis starker Budgetdefizite (deficit spending, staatliche Verschuldung) konnten lange ein gewisses Wirtschaftswachstum und die von Kreisky stets als prioritär angesehene Vollbeschäftigung gehalten werden.
Bei der Nationalratswahl 1983 fiel die SPÖ von der absoluten auf die relative Mehrheit zurück. Kreisky trat als Kanzler ab und zog sich aus der Innenpolitik zurück. Sein Nachfolger, Fred Sinowatz, bildete eine SPÖ-FPÖ-Koalition (Bundesregierung Sinowatz).
In der Sozialistischen Internationale blieb Kreisky, solange es seine Gesundheit zuließ, weiterhin aktiv.

## Leben

### Jugend und Ausbildung (1911–1938)

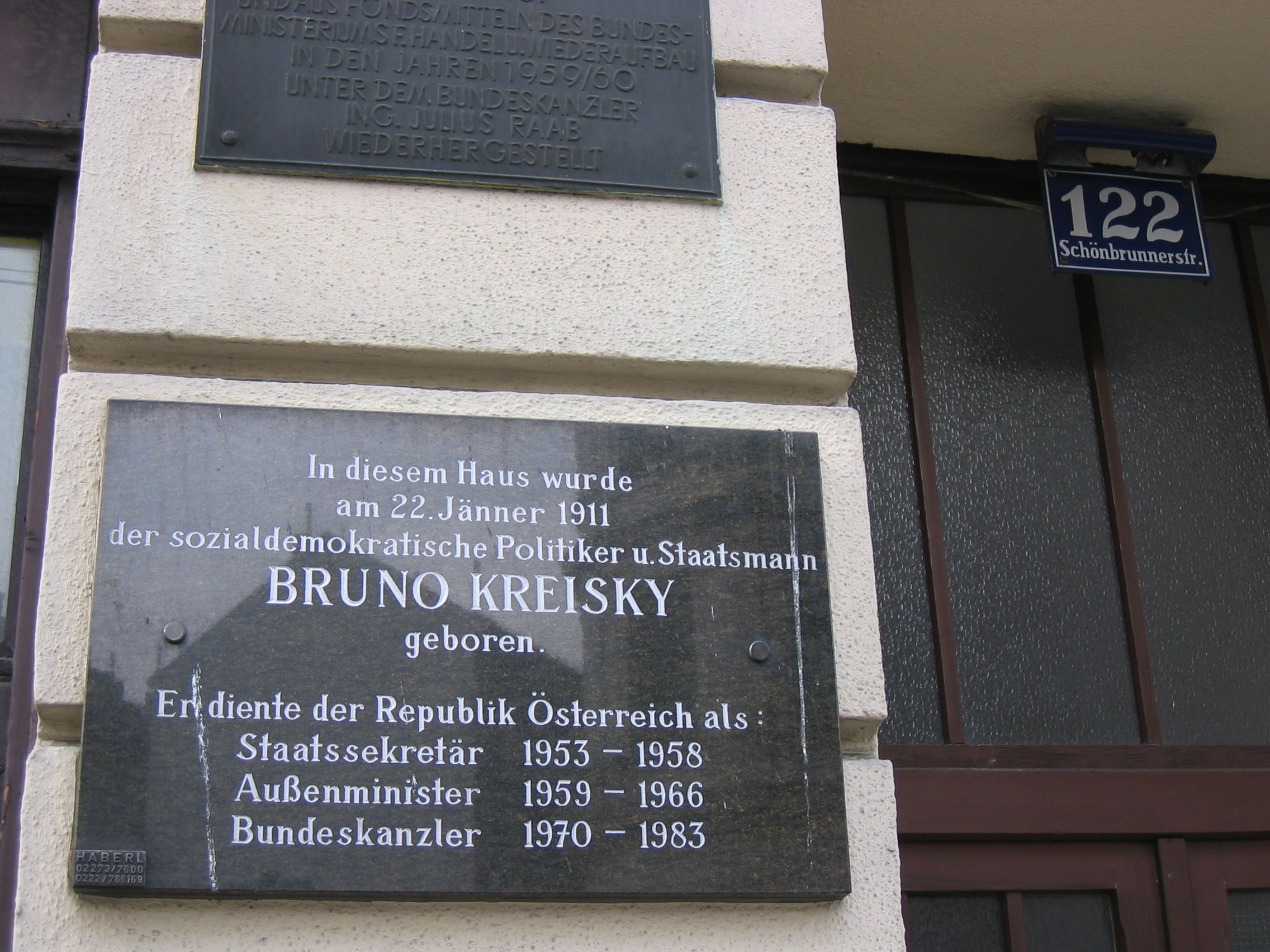
Gedenktafel an Kreiskys Geburtshaus in Wien-Margareten

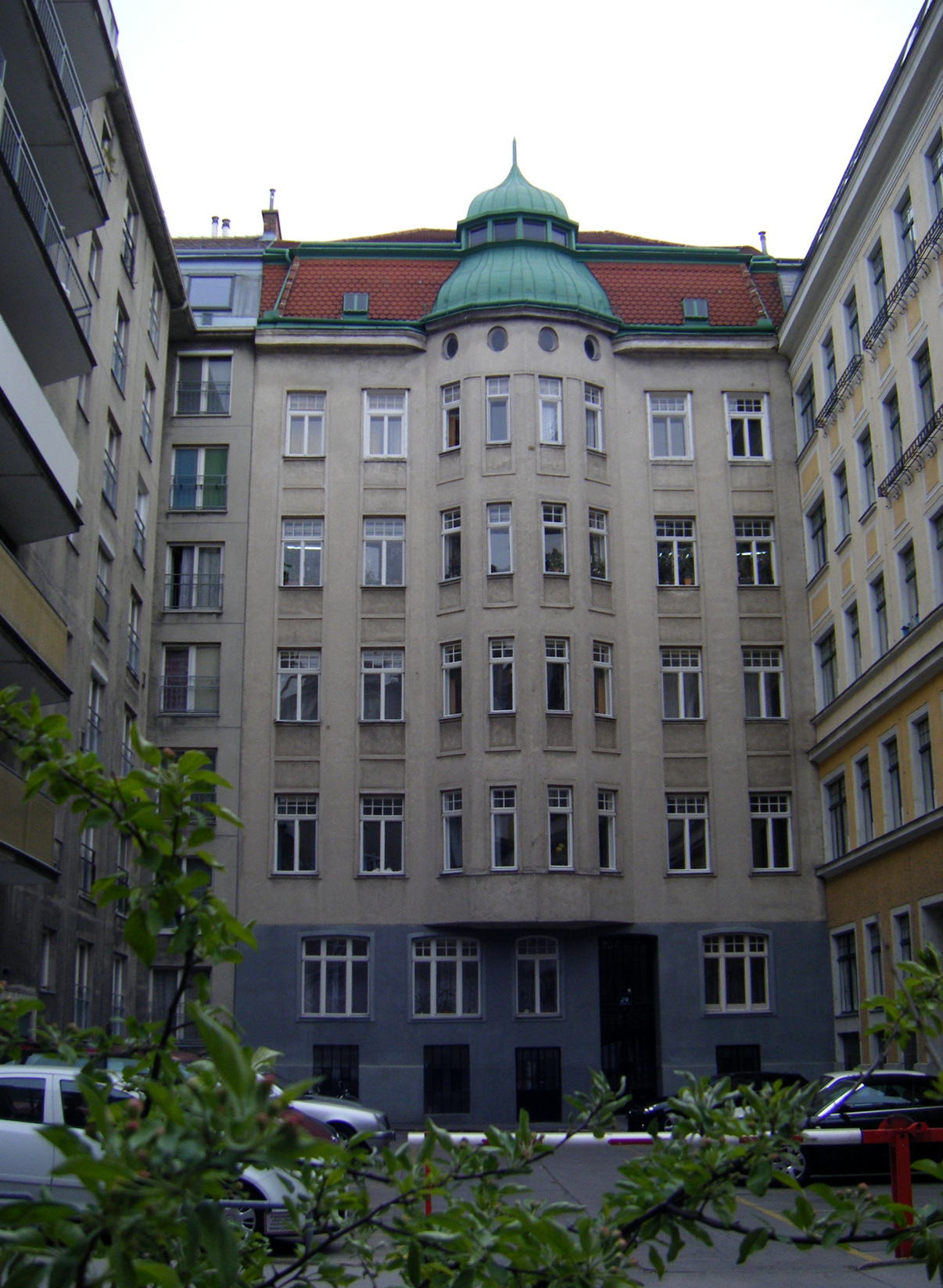
Elternhaus in Wien-Wieden, Rainergasse 29, wo Kreisky 1935 verhaftet wurde

Bruno Kreisky wurde als zweitältester Sohn einer wohlhabend bürgerlichen Familie in Wien, 5. Bezirk (Margareten), Schönbrunner Straße 122, geboren. Beide Eltern waren aus dem Kaiserreich, jüdisch und folgten wie viele jüdische Menschen dieser Zeit gesellschaftlichen Assimilationsbestrebungen. Sein Vater, Max Kreisky (1876–1944), war Generaldirektor der Österreichischen Wollindustrie AG und Textil AG, Zensor der Österreichischen Nationalbank, Mitglied des Zentralvereins der kaufmännischen Angestellten und in der Emigration (ab 1942) Leiter einer Textilfabrik in Schweden. Bruno Kreiskys Mutter, Irene Kreisky, geborene Felix (1885–1969), stammte aus einer Familie von Lebensmittelproduzenten, deren Wurzeln in Znaim in Mähren lagen; die Marke Felix besteht bis heute. Die Verwandten seiner Mutter dienten politischen Gegnern später als Vorwand, um Bruno Kreisky persönlichen Reichtum zu unterstellen.
Als Fünfjähriger sah Kreisky den Trauerzug für Kaiser Franz Joseph I. und erinnerte sich später so: „Es war eine einzige Demonstration der Schwärze, und in den Gesichtern der Menschen waren Schmerz und Sorge zu lesen; was mochte jetzt werden?“
1925 übersiedelte die Familie in den vornehmeren 4. Wiener Bezirk, in die Rainergasse 29. Während seiner Schulzeit am Gymnasium Radetzkystraße kam Bruno mit der Sozialdemokratie in Kontakt. Er trat zunächst dem Verband Sozialistischer Mittelschüler bei und wechselte 1927 zur Sozialistischen Arbeiterjugend (SAJ). Nach anfänglichem Widerstand gegen den Bürgersohn stieg Kreisky in der Organisation auf: 1930 wurde er Vorsitzender der Regionalorganisation für die Wiener Umlandgemeinden Purkersdorf, Klosterneuburg und Tulln, 1933 leitete er die Bildungs- und Kulturarbeit der SAJ.
1931 trat Kreisky aus der israelitischen Kultusgemeinde aus. Später bezeichnete er sich als Agnostiker.
1929 begann Kreisky an der Universität Wien das Studium der Rechtswissenschaften. Er hatte ursprünglich Medizin studieren wollen. Otto Bauer, den Kreisky im gleichen Jahr kennengelernt hatte, überzeugte ihn jedoch mit den Worten: „Die Partei braucht gute Juristen.“ Während der Februarkämpfe 1934 gegen die autoritäre Regierung Dollfuß war Kreisky an der Verteilung von Propagandamaterial beteiligt.
Nach der Niederschlagung der Sozialdemokratie nahm er am 18. Februar 1934 an einem Treffen ehemaliger SAJ-Funktionäre im Wienerwald teil, wo die Revolutionäre Sozialistische Jugend unter der Leitung von Roman Felleis und Kreisky gegründet wurde. Kreisky nahm mehrfach an Treffen der nun illegalen Partei in der Tschechoslowakei teil.
Aufgrund seiner illegalen Tätigkeit wurde Kreisky am 30. Jänner 1935 in der Wohnung seiner Eltern verhaftet und 15 Monate inhaftiert. Ähnlich erging es auch Franz Jonas, Otto Probst und Anton Proksch. In der Untersuchungshaft lernte er vom Ständestaat verfolgte Nationalsozialisten als „Leidensgefährten“ kennen; sein Zellengenosse war etwa Egon Müller-Klingspor. Dies soll Beobachtern zufolge dazu geführt haben, dass Kreisky später ehemalige Austrofaschisten weitaus heftiger ablehnte als ehemalige Nationalsozialisten.
Am 16. März 1936 begann unter großer Anteilnahme der ausländischen Presse der so genannte Sozialistenprozess. Die von Kreisky gehaltene Verteidigungsrede erregte in der ausländischen Öffentlichkeit große Aufmerksamkeit. Kreisky wurde wegen Hochverrats zu einem Jahr Kerker verurteilt. Am 3. Juni 1936 wurde er, da die Zeit der Untersuchungshaft auf die Strafe anzurechnen war, enthaftet sowie von allen Hochschulen relegiert. Nachdem am 28. Dezember 1936 sein Antrag auf Aufhebung der Relegierung vom Unterrichtsministerium abgewiesen wurde, beschloss Kreisky, Wien auf unbestimmte Zeit zu verlassen. Als „Exil“ diente Jadersdorf im Gitschtal in Oberkärnten, wo er auf Vermittlung seines Vaters für einige Monate als Hilfsarbeiter in einer Weberei arbeitete.
Erst Anfang 1938 konnte Kreisky sein Studium fortsetzen. In der Zwischenzeit setzte er seine illegale Tätigkeit für die Revolutionären Sozialisten fort. Am 14. März 1938, einen Tag nach dem „Anschluss Österreichs“ an das Deutsche Reich, legte er das letzte Rigorosum ab. Der Prüfer forderte ihn u. a. auf, den Anschluss juristisch zu begründen. Kreisky antwortete seinen eigenen Worten zufolge, er könne keine positive Antwort geben, da er die Rechtsgrundlage des Anschlusses bestreite. Der Prüfer ließ ihn trotz dieser offenherzigen Antwort bestehen.
Am 15. März 1938 wurde Kreisky in „Schutzhaft“ genommen. Im August wurde er unter der Bedingung, das Land unverzüglich zu verlassen, enthaftet. Kreisky flog wenige Tage später, ohne im Besitz eines Visums zu sein, nach Dänemark, wo er auf dem Flughafen Kopenhagen-Kastrup von der Polizei beinahe wieder nach Österreich zurückgeschickt worden wäre. Dank eines durch Freunde im letzten Moment organisierten Durchreisevisums durfte Kreisky dann doch nach Dänemark einreisen und konnte von dort aus seine weitere Flucht organisieren. Zunächst stellte er ein Auswanderungsansuchen für Bolivien, erhielt dann jedoch vom Vorsitzenden der schwedischen Jungsozialisten, Torsten Nilsson, eine Einladung nach Schweden.

### Exil (1938–1950)
Kreisky emigrierte nach Schweden, wo er sich in Stockholm niederließ. Er konnte sich rasch etablieren; dabei halfen ihm seine Kontakte zu den Sozialdemokraten wie später auch seine Verwandtschaft: Sein nach Schweden geflüchteter Cousin Herbert Felix war mit einer Schwedin verheiratet und gründete 1939 die Konservenfabrik Felix. Kreisky hatte Jahrzehnte später in Österreich mit dem von politischen Gegnern gestreuten Gerücht zu kämpfen, er selbst besitze im Ausland Industriebeteiligungen.
Anfang 1939 fand Kreisky mit Unterstützung seiner Freunde im Sekretariat der Stockholmer Konsumgenossenschaft eine Stellung als ökonomischer Berater. Daneben schrieb er Artikel für schwedische und ausländische Zeitungen. Im Juli 1939 nahm er in Lille am Kongress der Sozialistischen Jugendinternationale teil, wo er sich vehement gegen eine Fusionierung mit den kommunistischen Jugendverbänden aussprach. Im sowjetisch-finnischen Winterkrieg war er als Kriegsreporter tätig. Im Februar 1940 trafen seine Eltern aus Wien in Schweden ein.
Im Sommer 1940 lernte Kreisky den im norwegischen Exil lebenden Willy Brandt kennen – der Beginn einer lebenslangen Freundschaft. Mit Brandt arbeitete Kreisky in der internationalen Gruppe demokratischer Sozialisten, die auch „kleine Internationale“ genannt wurde, an Fragen der Nachkriegsordnung Europas.
1941 wurde Kreisky Obmann des Klubs österreichischer Sozialisten in Schweden. Er setzte sich früh für die österreichische Eigenstaatlichkeit ein, die von den Exilanten etwa in London und New York noch abgelehnt wurde. Ebenso verwahrte er sich gegen Vereinnahmungsversuche durch die Kommunisten. Kreisky gelang es auch, dass die in Schweden internierten Wehrmachtssoldaten, die sich als Österreicher bekannten, als Militärflüchtlinge und nicht als Deserteure anerkannt wurden, wodurch sie den zivilen Behörden unterstanden. Später, 1953, sollten ihm deutschnationale Kreise in Österreich genau dies zum Vorwurf machen.
Kreiskys Bruder Paul war 1938 nach Palästina ausgewandert. Auch nach dem Krieg hatte Kreisky wenig Kontakt mit seinem Bruder, was ihm in der Presse mehrmals vorgeworfen wurde. Tatsächlich hat er seinen Bruder jahrzehntelang finanziell unterstützt. Paul war nach frühen Krankheiten und einer Kopfverletzung psychisch labil. 25 von Kreiskys engsten Verwandten fielen dem Holocaust zum Opfer.
Nach der Befreiung Österreichs 1945 organisierte Kreisky schwedische Hilfslieferungen nach Österreich, ab Oktober 1945 als offizieller Beauftragter der schwedischen Regierung. So gelangten Medikamente, Trockenmilch und andere Lebensmittel besonders für Kinder nach Österreich. Parteifreunde ließen ihm regelmäßig Wunschlisten zugehen, die auch technische Geräte und anderen zu dieser Zeit in Österreich nicht erfüllbaren Bedarf umfassten.
Im Mai 1946 fuhr Kreisky nach Wien, er wollte wieder in die österreichische Politik einsteigen. Dies gelang ihm wie vielen anderen Exilanten zunächst nicht. Remigranten waren damals nicht gern gesehen, auch fürchtete die SPÖ, wie in der Ersten Republik als „Judenpartei“ verunglimpft zu werden. Auf Drängen von Karl Renner, Adolf Schärf und Leopold Figl ging Kreisky nach drei Monaten zurück nach Schweden, um dort die österreichische Gesandtschaft aufzubauen, was ihm mit finanzieller Unterstützung des schwedischen Außenministeriums auch gelang.
Ab 1947 war Kreisky Legationssekretär erster Klasse unter dem neuen österreichischen Botschafter Paul Winterstein. Kreisky setzte sich weiterhin für die Österreichhilfe ein. Ende 1950 wurde Kreisky nach Wien zurückberufen, womit 12 Jahre Exil endeten.

### Vom Berater zum Politiker (1951–1959)
Kreisky trat am 2. Jänner 1951 seine neue Stelle als Legationsrat dritter Klasse in der wirtschaftspolitischen Abteilung der Sektion für auswärtige Angelegenheiten im Bundeskanzleramt in Wien an. Er war mit Hans Igler, dem späteren Präsidenten der Industriellenvereinigung, verantwortlich für die Erstellung von Wirtschaftsplänen und Devisenübersichten. Im April übersiedelte auch Kreiskys Familie nach Wien.

#### Berater von Bundespräsident Körner (1951–1953)
Am 27. Mai 1951 wurde der Wiener Bürgermeister Theodor Körner zum Bundespräsidenten gewählt, zum ersten Mal durch das Volk. Im Juni 1951 wurde Kreisky zu seinem außenpolitischen Berater (später mit dem Titel eines Kabinettsvizedirektors) ernannt. SPÖ-Chef, Vizekanzler Adolf Schärf, wollte damit dem als eigenwillig, zwanglos und gelegentlich wenig diplomatisch bekannten Körner einen versierten Assistenten zur Seite stellen.
Kreisky und Körner hatten einander bereits in den späten 1920er Jahren in einem von Schärf gebildeten Diskussionskreis kennengelernt. Nun war Kreisky „in jeder Beziehung eine große Hilfe für den alten Mann, mit dem ihn langjährige Freundschaft und gegenseitige Wertschätzung verband.“ Kreisky nahm an Körners Gesprächsrunden mit den sozialistischen Regierungsmitgliedern teil und kam so in engen Kontakt mit der obersten Spitze der SPÖ.
Für eine Rede Körners anlässlich des 30-Jahre-Jubiläums der Zugehörigkeit des Burgenlandes zu Österreich in Eisenstadt am 11. November 1951 entwarf Kreisky den Teil der Rede, in dem Körner als erster Vertreter des offiziellen Österreich eine mögliche Neutralität des Landes zur Sprache brachte. Die Idee war schon 1944 von Julius Deutsch im amerikanischen Exil formuliert worden. Die Rede sorgte für internationales Aufsehen, auch wenn die Idee zunächst bei den alliierten Besatzungsmächten eher auf Ablehnung stieß.
Am 31. März 1953, als bereits klar war, dass Kreisky von der Hofburg (Amtssitz des österreichischen Bundespräsidenten) an den Ballhausplatz (Bundeskanzleramt) übersiedeln würde, bezeichnete Körner Kreisky in einem Brief an Schärf als „kommenden Mann in der Partei“.

#### Staatssekretär im Bundeskanzleramt (1953–1959)

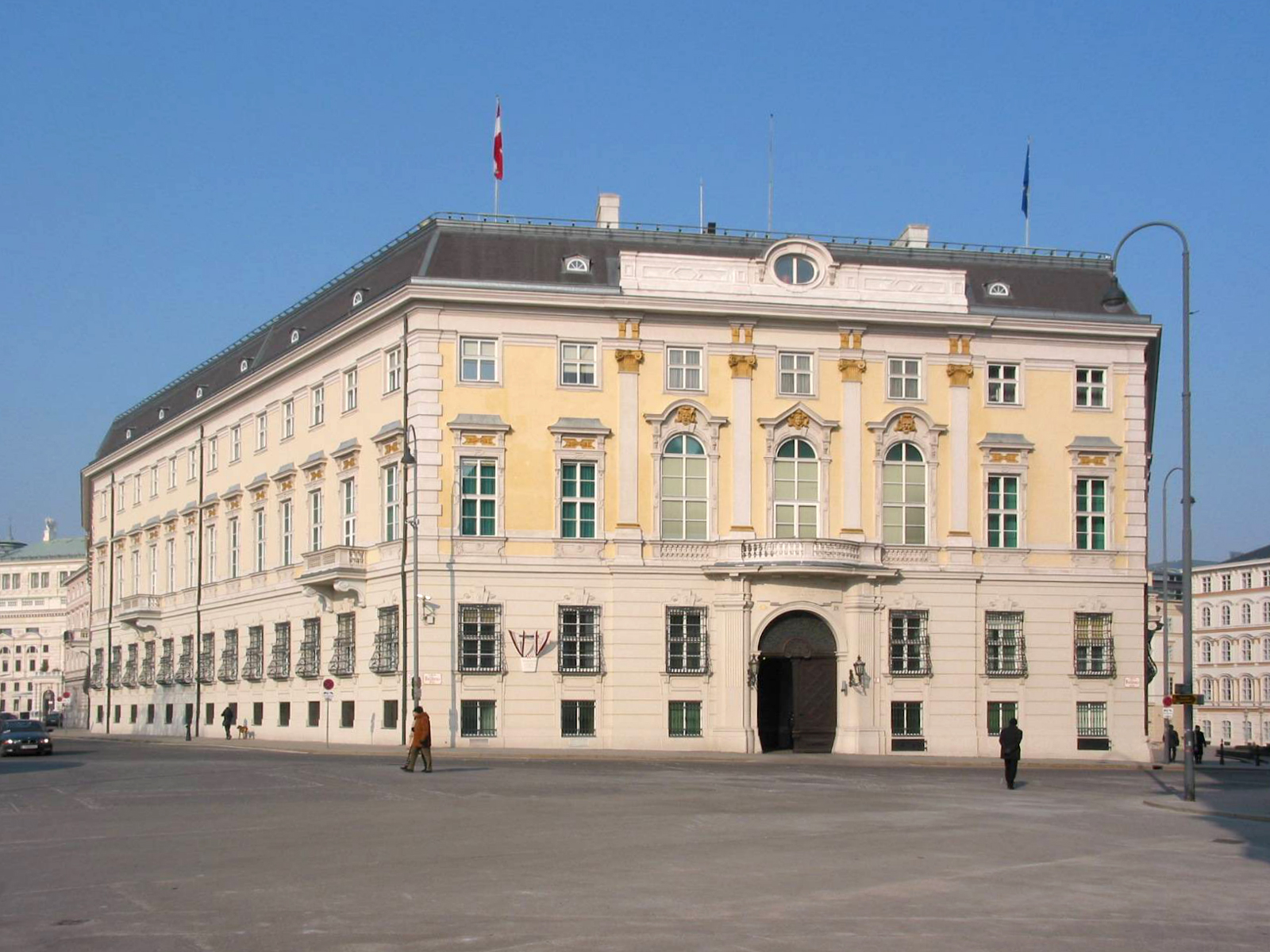
Das Bundeskanzleramt in Wien, von 1953 bis 1966 sowie von 1970 bis 1983 Arbeitsplatz von Bruno Kreisky

Bei der Nationalratswahl im Februar 1953 behielt zwar die ÖVP (41,3 % der Stimmen) die Mandatsmehrheit, doch erreichte die SPÖ die Stimmenmehrheit (42,1 %) und erhob in den Regierungsverhandlungen Anspruch auf zusätzliche Staatssekretäre im Außen- und Handelsministerium. Der bisherige Bundeskanzler, Leopold Figl, von seiner Partei wegen zu großer Kompromissbereitschaft gegenüber der SPÖ kritisiert, trat zurück.
Im April 1953 wurde Kreisky Staatssekretär für auswärtige Angelegenheiten in der Bundesregierung Raab I unter Außenminister Karl Gruber (ÖVP), der im November desselben Jahres durch Figl ersetzt wurde.
Kreisky war mit Figl an den Verhandlungen zum österreichischen Staatsvertrag beteiligt. Er bildete im April 1955 mit Raab, Schärf und Figl die österreichische Delegation, die auf Einladung der Sowjetunion zu abschließenden Verhandlungen nach Moskau flog.
Dort gelang mit der von der Sowjetunion gewünschten Zusage der Neutralität (womit die Einbindung Österreichs in die NATO verhindert werden sollte) der Durchbruch zum Vertragsabschluss. Man einigte sich, dass Österreich nach dem Abzug der Besatzungstruppen eine immerwährende Neutralität nach dem Muster der Schweiz beschließen werde (Moskauer Memorandum).
Den Wunsch Moskaus, dies im Staatsvertrag zu verankern, lehnten Schärf und Kreisky ab. Kreisky hätte den Begriff „militärische Bündnisfreiheit“ bevorzugt, der der späteren Realität besser entsprochen hätte; Raab hatte für solche juristischen Feinheiten nichts übrig.
Der Tag der Unterzeichnung des Staatsvertrages, der 15. Mai 1955, war für Kreisky „der größte Tag [m]eines politischen Lebens“.
Der beginnenden europäischen Integration stand die SPÖ positiv gegenüber, doch wegen der Neutralität Österreichs und der Vorbehalte der Sowjetunion bezüglich des staatsvertraglichen Anschlussverbotes war der Beitritt zur Europäischen Wirtschaftsgemeinschaft (EWG) nicht möglich. Kreisky und die Regierung unterstützten daher die britische Initiative einer Freihandelszone (EFTA), die 1960 gegründet wurde und der Österreich beitrat.

#### Abgeordneter zum Nationalrat (1956–1983)
Im November 1955 wurde Kreisky beim SPÖ-Parteitag in den Parteivorstand gewählt, ohne dass er zuvor auf der Kandidatenliste stand. Das Gleiche wiederholte sich 1956. Bei der Nationalratswahl 1956 wurde Staatssekretär Kreisky im Wahlkreis St. Pölten in den Nationalrat gewählt, dem er bis zu seinem Ausscheiden aus der Politik 1983 neben seinen Regierungsämtern angehörte. Dass Kreisky nicht in seiner Heimatstadt Wien kandidieren konnte, war darauf zurückzuführen, dass ihm die von Felix Slavik dominierte SPÖ-Landesorganisation Wien lange Zeit andere Politiker vorzog (auch als er 1967 für den Parteivorsitz kandidierte).

### Außenminister (1959–1966)

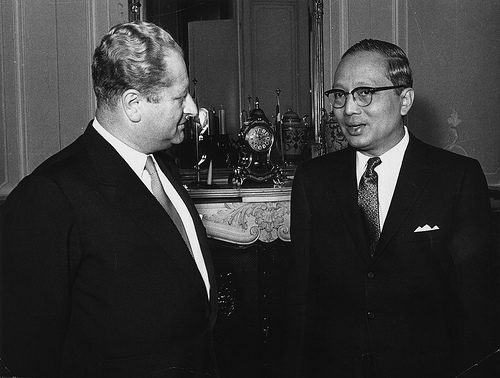
Außenminister Kreisky 1962 gemeinsam mit UN-Generalsekretär Sithu U Thant

Nachdem die SPÖ bei der Nationalratswahl vom 10. Mai 1959 wie 1953 stimmenstärkste Partei geworden war (44,8 % gegenüber 44,2 % für die ÖVP) und nur um ein Mandat weniger erhalten hatte als die Kanzlerpartei, bot Raab der SPÖ das Finanzministerium an, die Kreisky dafür vorsah. Raab konnte sich allerdings in der ÖVP mit diesem Schachzug nicht durchsetzen und bot der SPÖ daher das Außenministerium an. Kreisky war dazu bereit, forderte aber, dass das Außenamt nicht mehr als Anhängsel des Bundeskanzleramtes, sondern als eigenständige Institution geführt werde.
Kreisky wurde nun im Sommer 1959 als Nachfolger Figls Außenminister im wie seit 1945 von einer „großen Koalition“ getragenen Kabinett Raab III. Das Außenamt, bis dahin formal eine Sektion im Bundeskanzleramt, wurde zum Bundesministerium für auswärtige Angelegenheiten mit eigener Struktur aufgewertet. Dies brachte Kreisky das Wohlwollen der vorwiegend konservativen Beamtenschaft, auf die er sich auch weiterhin stützte. Lediglich den Einfluss des ÖCV versuchte er einzudämmen. Einer seiner Sekretäre dieser Zeit war der parteilose spätere Bundespräsident Rudolf Kirchschläger, zu den wenigen Sozialisten unter den Diplomaten zählte Peter Jankowitsch.
Kreisky hielt seit den fünfziger Jahren ständigen persönlichen Kontakt mit wichtigen Journalisten. Er beriet sich mit ihnen und „integrierte sie de facto phasenweise in sein politisches Wirken. … Gegen starke Widerstände der Berufsdiplomaten heuerte er PR-Fachleute an, die ihm Zugang zu US-Entscheidungsträgern verschafften, so auch einen Privattermin bei John F. Kennedy“.

#### Ost-West-Kontakte
Kreisky war als Außenminister wie vorher als Staatssekretär als politischer Kommunikator zwischen Ost und West tätig. Er erhielt aus der Sowjetunion und aus ihren Verbündeten vertrauliche politische Einschätzungen, die er, wie Rathkolb festhielt, mit seinen eigenen Interpretationen und Analysen versah und an die USA oder andere westliche Politiker weiterleitete. Kreisky habe infolgedessen gute Kontakte zum deutschen Bundeskanzler Adenauer und zum französischen Staatspräsidenten de Gaulle gehabt. Kreisky sei zwar ein überzeugter Antikommunist gewesen, habe aber auf die friedliche Erosion des Ostblocks gesetzt. Am wichtigsten sei er als Übermittler gewesen, als er 1962 während der Kubakrise einen sowjetischen Vorschlag zur Deeskalation an die Kennedy-Administration weitervermittelt habe; der Vorschlag sei angenommen worden.

#### Gipfeltreffen 1961
Auf Initiative Kreiskys schlug US-Präsident Kennedy 1960 Wien als neutralen Ort zwischen den beiden großen Machtblöcken für das Gipfeltreffen mit dem sowjetischen Parteichef Nikita Chruschtschow vor, das im Juni 1961 hier stattfand. Auf Fotos und im Fernsehen war aber meist Bundespräsident Schärf als offizieller Gastgeber zu sehen.

#### Südtirolproblem
Besonderes Augenmerk legte Kreisky auf die Südtirol-Frage, wobei er sich gleichzeitig vom Südtirol-Terrorismus zu distanzieren suchte. Das mehrheitlich deutschsprachig besiedelte Südtirol war 1918/1919 infolge des Ersten Weltkriegs gegen den Willen eines Großteils der lokalen Bevölkerung an Italien angeschlossen worden; 1945 unternommene Initiativen zur Rückgliederung an Österreich waren erfolglos geblieben. Auch die 1946 im Rahmen der Friedensverhandlungen von Paris im Gruber-De-Gasperi-Abkommen zugesicherte Landesautonomie war von Seiten des italienischen Staates faktisch nicht hinreichend umgesetzt worden. In den ersten Nachkriegsjahrzehnten geführte bilaterale Verhandlungen zwischen Österreich und Italien brachten diesbezüglich keine zufriedenstellenden Resultate im Sinne der deutschsprachigen Südtiroler.
In seiner Funktion als Außenminister brachte Kreisky das Problem daher 1960 als Streitfall zwischen Österreich und Italien vor die UNO-Generalversammlung und machte die Südtirol-Frage dadurch zu einer internationalen Angelegenheit, wobei die Vereinten Nationen Österreich und Italien schließlich offiziell zur Fortsetzung der Gespräche aufforderten. Kreisky erzielte daraufhin 1964 bei einer Geheimkonferenz mit dem italienischen Außenminister Giuseppe Saragat erste nennenswerte Ergebnisse, welche die Grundlage für das 1969 unter der ÖVP-Alleinregierung Josef Klaus verabschiedete Südtirol-Paket bildeten, nach dessen Realisierung beide Staaten 1992 (!) vor der UNO eine „Streitbeilegungserklärung“ abgaben. Kreisky hatte darüber hinaus im Rahmen seines Engagements in Südtirol auch auf parteipolitischer Ebene bereits 1964 die Formierung eines sozialdemokratischen Flügels innerhalb der Südtiroler Volkspartei (SVP) unterstützt, aus dem 1966 die Soziale Fortschrittspartei Südtirols (SFP) hervorgehen sollte.

#### Aktive Außenpolitik
Kreisky verfolgte eine aktive Nachbarschaftspolitik mit den Staaten des Ostblocks. Seine Besuche in Rumänien, Bulgarien und Ungarn waren jeweils die ersten eines westlichen Außenministers. Weiters baute er die Beziehungen zu den Staaten der Dritten Welt aus. 1962 veranstaltete er eine Konferenz für wirtschaftliche Zusammenarbeit und Partnerschaft. In der dort beschlossenen „Wiener Erklärung“ wurde zum ersten Mal Kreiskys Idee eines Marshallplans für die Dritte Welt formuliert. Im Anschluss an die Konferenz gründete Kreisky das Wiener Institut für Entwicklungsfragen (Vienna Institute for Development Studies), bis in die 80er Jahre der wichtigste Think-Tank in Österreich für entwicklungspolitische Fragen. Nach einem Reorganisationsprozess fungiert das Institut heute als Vienna Institute for International Dialogue and Cooperation (VIDC). „Kreisky errang (...) Reputation in den Staaten der dritten Welt, aus der es wiederholt offizielle Besuche in Wien gab.“
1964 gründete Kreisky in der Tradition der 1754 von Maria Theresia gegründeten und in der NS-Zeit geschlossenen Akademie die Diplomatische Akademie Wien.

#### Probleme der SPÖ
Während sich 1964 die ÖVP mit dem Wechsel von Alfons Gorbach zu Josef Klaus als Kanzler personell erneuerte, befand sich die SPÖ in der Krise: Das Rundfunkvolksbegehren beschränkte den Einfluss auf den ORF, die Fußachaffäre führte das Unterschätzen des Föderalismus durch die Partei vor Augen. Am schwersten wog aber die Olah-Affäre um den SPÖ-Gewerkschaftspräsidenten und Innenminister, der mit Gewerkschaftsgeldern die FPÖ und die „Kronen Zeitung“ finanziert hatte. Zudem lehnte im Wahlkampf 1966 SPÖ-Chef Bruno Pittermann eine Wahlempfehlung durch die KPÖ nicht eindeutig ab.

#### Absolute Mehrheit der ÖVP (1966)
All dies kostete die SPÖ bei der Nationalratswahl 1966 viele Stimmen und brachte der ÖVP die absolute Mehrheit. Dennoch trat die ÖVP in Koalitionsverhandlungen mit der SPÖ ein. Die Verhandlungen, die Kreisky neben Pittermann und Alfred Schachner-Blazizek auf Seiten der SPÖ führte, erwiesen sich bald als schwierig. Die SPÖ war in der Frage des Ganges in die Opposition gespalten: Pittermann, Karl Waldbrunner und Anton Benya etwa waren für die Opposition, während vor allem Kreisky vor dem Gang in die Opposition warnte und einen Rückfall in die Erste Republik befürchtete. Die ÖVP bildete schließlich eine Alleinregierung, die SPÖ ging in die Opposition.

### Oppositionsführer (1967–1970)
Kreisky verblieb als Abgeordneter im Nationalrat. Beim Parteitag am 1. Februar 1967 kam es um die Nachfolge von Bruno Pittermann als Parteivorsitzendem zu einer Kampfabstimmung zwischen dem ehemaligen Innenminister und Gewerkschafter Hans Czettel, einem nüchternen Pragmatiker, und Bruno Kreisky, der durch seine Aufbruchsstimmung und seine Bereitschaft zur Zusammenarbeit mit Nicht-Parteimitgliedern polarisierte. Kreisky wurde beim Parteitag von ÖGB-Präsident Anton Benya und Teilen der Wiener Partei scharf angegriffen. Dennoch stimmten im Parteivorstand 33 gegen 19 Personen für eine Kandidatur Kreiskys, „womit es formal nur einen Kandidaten gab“.
Gegen den Widerstand einer Gruppe um Pittermann, Waldbrunner und Benya – dieser attackierte Kreisky am Parteitag besonders offensiv – wurde er von 347 der 497 Delegierten (69,8 %) zum Vorsitzenden der SPÖ gewählt. Kreisky, damals auch als k.u.k. Sozialdemokrat bezeichnet, bemühte sich, die innerparteilichen Gräben zwischen Gemäßigten und Radikalen rasch zuzuschütten. Besonders mit Benya gelang es ihm, zu einem guten Einverständnis zu gelangen. Dies wird als entscheidend für Kreiskys späteren Erfolg als Parteivorsitzender gewertet.
Kreisky ließ vom Frühjahr 1967 an ein umfassendes Reformprogramm unter dem Namen „Für ein modernes Österreich“ ausarbeiten, bekannter als „Kampagne der 1400 Experten“. In ihm wurden die Grundlinien der Wirtschafts-, Sozial-, Rechts- und Bildungspolitik festgeschrieben, die später die Anfangsjahre von Kreiskys Kanzlerschaft prägen sollten. Hatte wenige Jahre vorher der Vorwurf eines Gesprächs mit der bürgerlichen Tageszeitung „Die Presse“ noch wesentlich dazu beigetragen, im Parteivorstand die Absetzung Franz Olahs als Innenminister zu begründen, so zeigte Kreisky, für die SPÖ völlig neu, keinerlei Berührungsangst mit Fachleuten, die keiner oder einer anderen Partei angehörten.
Den Einmarsch der Warschauer-Pakt-Truppen in die Tschechoslowakei 1968 verurteilte Kreisky kategorisch. Die SPÖ organisierte humanitäre Maßnahmen und Informationsveranstaltungen, während ÖVP-Bundeskanzler Josef Klaus eine offizielle Verurteilung vermied. Er rechnete mit dem Ernstfall und plante bereits die Verlegung der Regierung in den Westen. Dass Rudolf Kirchschläger, damals Botschafter in Prag, sich nicht an ängstliche Anweisungen aus Wien hielt, trug wesentlich dazu bei, dass ihn Kreisky 1970 zum Außenminister vorschlug.

### Bundeskanzler (1970–1983)

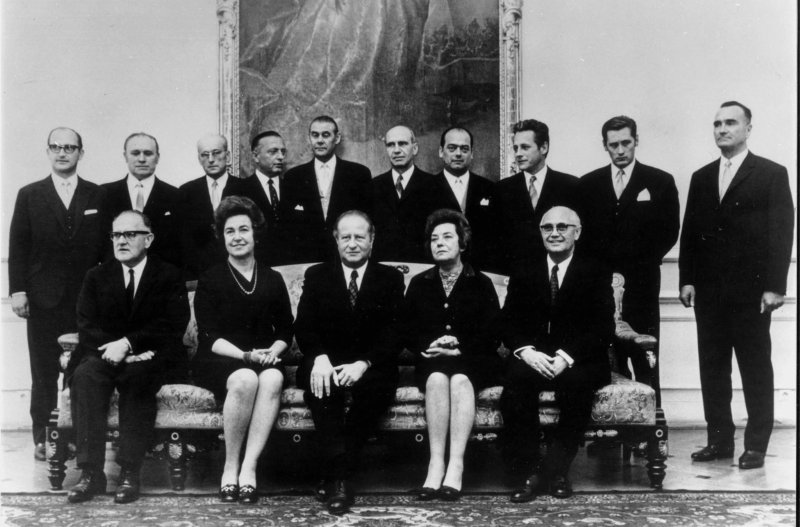
Kreisky 1970 mit den Ministern seines ersten Kabinetts. Neben ihm Gertrude Wondrack (links) und Hertha Firnberg (rechts).

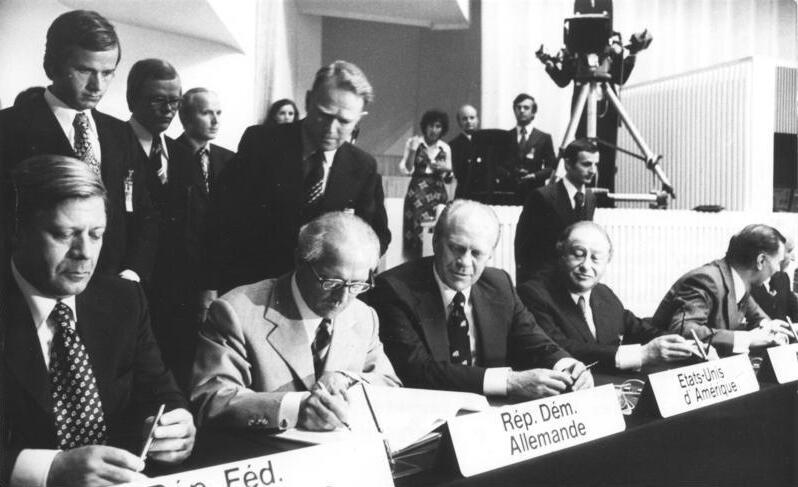
Kreisky (sitzend 4. von links) bei der Unterzeichnung der Schlussakte von Helsinki (1975)

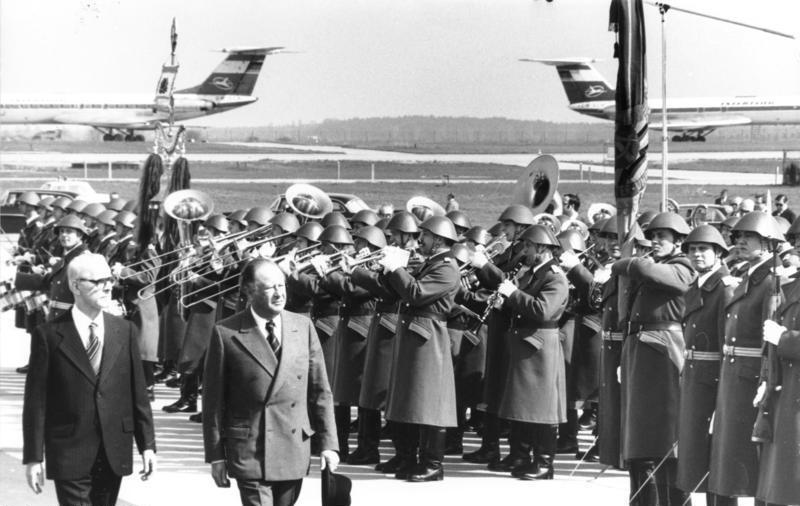
Bruno Kreisky bei einem Besuch in der DDR im März 1978

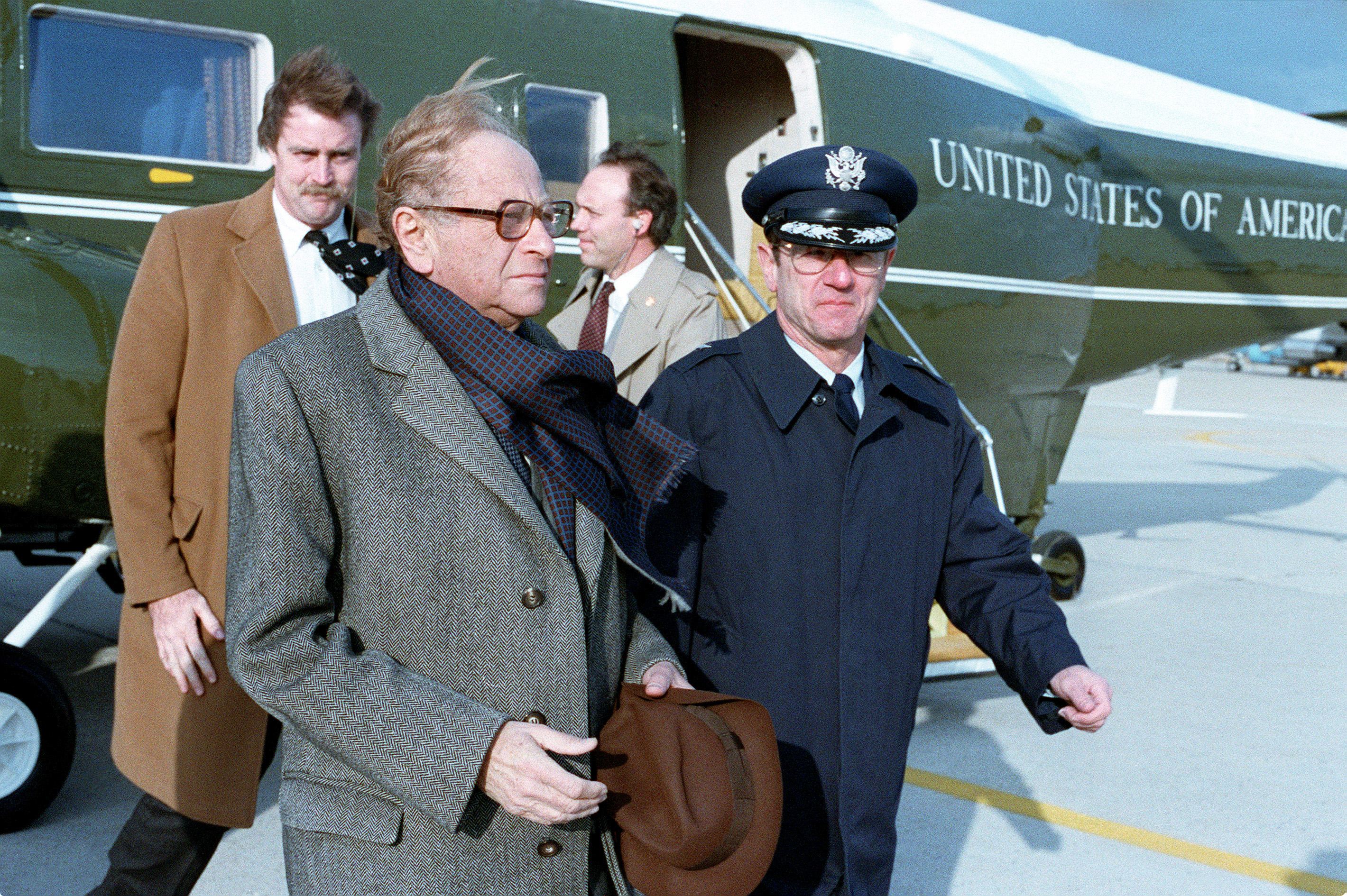
Bruno Kreisky bei einem USA-Besuch im Februar 1983

Die ÖVP plakatierte im Wahlkampf 1970 Bundeskanzler Josef Klaus als „echten Österreicher“, womit sie indirekt auf Kreiskys jüdische Herkunft und seine Emigration hinwies. Die SPÖ zeigte Kreisky als würdigen Staatsmann mit seiner bei Auftritten zu legendären Gesten eingesetzten Brille in der Hand und verbreitete Schallplatten mit dem Wahlkampflied „Nimm dein Schicksal in die Hand“, gespielt von Jazzmusiker Erich Kleinschuster und seinem Ensemble, mit einer Stellungnahme Kreiskys und mit einem Interview mit Karlheinz Böhm, Kaiserdarsteller aus den überaus erfolgreichen „Sissi“-Filmen mit Romy Schneider.
Bei der Nationalratswahl am 1. März 1970 erzielte die SPÖ die relative Mehrheit. Kreisky bildete eine Minderheitsregierung der SPÖ unter Duldung der FPÖ. Als Gegenleistung kam es zu einer Änderung des Wahlrechts mit einer Erhöhung der Anzahl der Abgeordneten von 165 auf 183 Personen, um den Freiheitlichen mit ihren damals nur noch 5,5 Prozent wieder Klubstärke (die damals bei acht Abgeordneten lag) zu ermöglichen. Pelinka hielt es für die politische Atmosphäre in Österreich typisch, dass Kreisky als neuer Regierungschef „seinen ersten »Antrittsbesuch« bei niemandem anderen als beim Kardinalerzbischof von Wien absolvierte“.
Der als Wiener „Nazi-Jäger“ international bekannte ehemalige KZ-Häftling Simon Wiesenthal kritisierte, dass vier Minister Kreiskys (Hans Öllinger, Josef Moser, Erwin Frühbauer und Otto Rösch) der NSDAP, der SS oder der SA angehört hatten. Damit bestand ein knappes Drittel der 13 Minister aus ehemaligen Nationalsozialisten, was im In- und Ausland für heftige Kritik sorgte. Mit der Positionierung von „Ehemaligen“ in seinem Kabinett soll Kreisky das Ziel verfolgt haben, Wählerstimmen aus dem so genannten dritten Lager aus Gründen der Machterhaltung für die SPÖ zu gewinnen. Kreisky reagierte daraufhin mit Kritik am Kritiker Wiesenthal. SS-Mann Öllinger, dem Kanzler von der SPÖ Kärnten empfohlen, wurde durch Oskar Weihs – der allerdings so wie auch sein Nachfolger Günter Haiden ebenfalls NSDAP-Mitglied gewesen war – ausgetauscht; die anderen waren nach Rathkolb „reine Mitläufer“. Gegen diese Ansicht spricht bei Otto Rösch, dass dieser Lehrer an einer so genannten Napola war, einer betont nationalsozialistisch orientierten Schule. Rösch entzog sich der Entnazifizierung und stand unter dem dringenden Verdacht, noch nach Zusammenbruch des Nazi-Regimes neonazistisch tätig gewesen zu sein.
Bei den vorgezogenen Wahlen am 10. Oktober 1971 erreichte die SPÖ die absolute Mehrheit an Stimmen und Mandaten. Kreisky bildete sein zweites Kabinett. Das Wahlresultat sollte sich 1975 (Bildung der dritten Regierung Kreisky) und 1979 (letzte Regierung Kreisky) wiederholen (seit 1979 konnte keine Partei mehr die absolute Mehrheit erringen).
Als die SPÖ bei der Nationalratswahl 1983 nicht mehr die absolute Mehrheit erhielt, lehnte es Kreisky (vermutlich auch durch sein Alter und seine angegriffene Gesundheit bewogen) ab, Vorsitzender einer Koalitionsregierung zu werden, und übertrug diese Aufgabe seinem bisherigen Unterrichtsminister Fred Sinowatz. Er legte auch den Parteivorsitz zu dessen Gunsten nieder und zog sich, nachdem er zuvor eine „Kleine Koalition“ mit der FPÖ ausverhandelt hatte, ins Privatleben zurück. Die SPÖ ernannte ihn zu ihrem Ehrenvorsitzenden.

#### Allgemeine Politik
Der Historiker und Universitätsprofessor Oliver Rathkolb, selbst ein „in der Kreisky-Ära geprägter Sozialdemokrat“, analysierte 2005, „wie bei keinem Kanzler der Zweiten Republik vor ihm sprachen alle internen politischen Strukturbedingungen gegen Kreisky, aber alle sozialen und internationalen Trends für ihn“. Er schrieb Kreiskys Regierungszeit eine „Hochphase sozialer und politischer Zufriedenheit in den siebziger Jahren“ zu. Kreiskys Konzept einer aktiven und selbstbewussten Neutralitätspolitik und das Bestreben, außenpolitische Fragen und Themen breit und öffentlich zu diskutieren, hätten laut Rathkolb „diese Transformation von Neutralität in einen Code für Wohlstand, Sicherheit und internationale Reputation tief im kollektiven Bewusstsein verankert“.
Andererseits thematisierte Rathkolb die „autoritären Kontinuitäten“, derer sich Kreisky bewusst gewesen sei, und nennt als Beispiel den Ortstafelsturm 1972 in den gemischtsprachigen Gebieten Kärntens. Kreisky sei beim Versuch, Landeshauptmann Hans Sima in Klagenfurt zu Hilfe zu kommen, „selbst bei SPÖ-Mitgliedern auf teilweise offene feindselige Ablehnung“ gestoßen und habe daraufhin sein Engagement zu Gunsten der slowenischen Kärntner reduziert.
Rathkolb nahm 2005 einen Vergleich der Führungsqualitäten der Kanzler seit 1945 vor:
- Er attestierte Bruno Kreisky einen hohen Grad an Authentizität und betont, dieser habe sie mit einem hohen Grad an Emotion versehen können.
- Bei Kreisky war nach Rathkolb Integrität ein zentraler Bestandteil seiner politischen Strategie.
- Kreisky wurde besonderer Aktionismus zugeschrieben, mithilfe dessen er politische Gestaltungsfähigkeit gezeigt habe.
- Der Führungsstil Kreiskys wurde von Rathkolb als eher autokratisch eingeschätzt, obwohl er die Eigenkompetenz prominenter Minister wie Hertha Firnberg oder Christian Broda anerkannt habe.
- Pionierleistungen habe Kreisky als internationaler Kommunikator und innenpolitischer Garant für sozialen Ausgleich und stillen österreichischen Patriotismus erbracht.
- Als Kommunikator sei Kreisky im Vergleich mit den anderen Bundeskanzlern seit 1945 der absolute Superstar gewesen.

Armin Thurnher verwies dazu darauf, dass Kreisky „es war, der regelmäßig Sonntagsspaziergänge mit einem Mann unternahm, den Passanten … für den zuständigen Staatspolizisten hielten: Hans Dichand“. Denn die von Dichand dirigierte Kronen Zeitung und der ORF hätten die Bilder und Vorstellungswelten jener Jahre gestiftet.
Vier Minister gehörten allen vier Regierungen Kreiskys von 1970 bis 1983 auf volle Amtsdauer an: Justizminister Christian Broda, Wissenschaftsministerin Hertha Firnberg, Otto Rösch, bis 1977 Innen-, dann Verteidigungsminister, und Handelsminister Josef Staribacher. Finanzminister Hannes Androsch gehörte ebenfalls allen vier Regierungen an, schied aber 1981 vorzeitig aus. Kreisky-Nachfolger Fred Sinowatz gehörte den drei Kabinetten ab 1971 an.
Aus dem Kabinett Kreisky IV wurden Frauenstaatssekretärin Johanna Dohnal (ab 5. November 1979) und Sozialminister Alfred Dallinger (ab 9. Oktober 1980) sehr bekannt. Umstritten war der 1971–1977 als Verteidigungsminister amtierende, möglicherweise in Waffenhandel verstrickte Berufsoffizier Karl Lütgendorf, der Selbstmord verübt haben soll.

#### Innenpolitik
Sozialpolitik
Unter Vizekanzler und Sozialminister Rudolf Häuser (1970–1976) wurde der Wohlfahrtsstaat stark ausgebaut. 1970 wurden die Witwenpensionen erhöht. 1971 wurde der dreiwöchige Mindesturlaub eingeführt. 1972 wurde die freiwillige jährliche Gesundenuntersuchung auf Kosten der Sozialversicherung begonnen und für Studierende die Möglichkeit zur freiwilligen staatlichen Krankenversicherung geschaffen. Ebenso wurden Studienzeiten und Arbeitslosigkeit in der Pensionsberechnung zum Vorteil des Versicherten besser berücksichtigt. 1974 wurden Familienbeihilfe und Geburtenbeihilfe erhöht. 1976 verkündete Kreisky, der Wohlfahrtsstaat sei weitgehend vollendet. Ab 1978 wurden bremsende Regeln für die Nettoausgaben des Budgets eingeführt.
Wissenschaftsministerium 1970 und Hochschulreform 1975
Für die Hochschulen wurde 1970 mit dem Bundesministerium für Wissenschaft und Forschung unter Hertha Firnberg, der ersten sozialdemokratischen Ministerin Österreichs, erstmals ein eigenes Ministerium geschaffen; die Studiengebühren wurden abgeschafft: beides Signale für die von Kreisky im Wahlkampf angekündigte Modernisierung des Landes. Mit dem Universitäts-Organisationsgesetz 1975 sollte die Demokratisierung der Universitäten erfolgen; in den Universitätsgremien wurde die Drittelparität zwischen Professoren, Mittelbau und Studenten festgeschrieben.
Verkürzung des Wehrdiensts 1971
Ein Wahlslogan von 1970 war der Reduzierung der Wehrdienstzeit gewidmet gewesen: „Sechs Monate sind genug“. Diese Verkürzung trat mit einer Wehrrechtsnovelle per 1. Jänner 1971 in Kraft. Die acht Monate Wehrdienst wurden allerdings durch sechs Monate Wehrdienst plus 60 Tage Wehrübungen ersetzt. 1975 wurde das Konzept der Umfassenden Landesverteidigung beschlossen. Unter der Federführung von General Emil Spannocchi wurden die Grundlinien des Milizheeres, des Jagdkampfes und der Raumverteidigung festgelegt. Ebenfalls 1975 wurde die bis dahin einfachgesetzliche allgemeine Wehrpflicht für Männer mit dem Bundesverfassungsgesetz vom 8. Juli 1975, gemeinsam mit dem neu geschaffenen Wehrersatzdienst (Zivildienst), in der Verfassung verankert.
Ortstafelsturm 1972 (siehe dort)
Leichterer Zugang zur Bildung

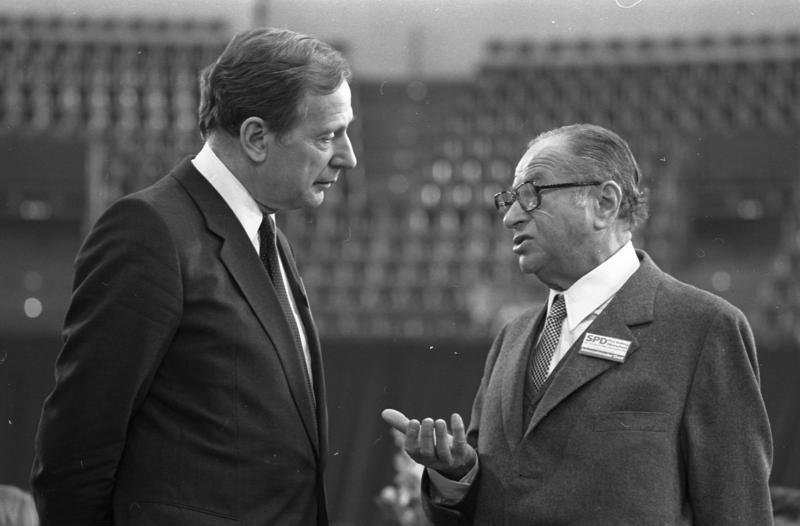
Kreisky 1982 im Gespräch mit dem Ersten Bürgermeister von Hamburg Klaus von Dohnanyi

In der Schulfrage waren grundlegende Reformen aufgrund der nötigen Zweidrittelmehrheit in diesen Fragen nicht möglich, weshalb die von der SPÖ angestrebte Gesamtschule nicht verwirklicht werden konnte. Umfangreiche Maßnahmen sollten möglichst vielen jungen Menschen den Zugang zu höherer Bildung ermöglichen: kostenlose Schulbücher (1972), freie Schulfahrten (1972), Ausbau der Schulbeihilfen, Forcierung von Schulneubauten. Zur Demokratisierung des Schulbereiches wurde mit dem Schulorganisationsgesetz 1974 die Mitsprache von Schüler- und Elternvertretern festgeschrieben.
Arbeitszeitverkürzung 1974
1969 hatte die oppositionelle SPÖ ein Volksbegehren zur schrittweisen Einführung der 40-Stunden-Woche veranstaltet; rund 890.000 Menschen hatten dafür unterschrieben. Die Regierung Kreisky verkürzte am 28. November 1974, in Kraft getreten am 6. Jänner 1975, die 1969 auf 43 Stunden begrenzte Wochenarbeitszeit auf 40 Stunden.
Familien- und Strafrechtsreform bis 1975
Unter Justizminister Christian Broda erfolgte die umfassende Modernisierung insbesondere des Familienrechts und des Strafrechts, deren Grundlagen noch aus den Jahren 1811 bzw. 1804 stammten. In der Minderheitsregierung fand die so genannte kleine Strafrechtsreform statt, die unter anderem die Entkriminalisierung der Homosexualität und der Ehestörung enthielt.
Auf Einladung von Kreisky und Broda kehrte der bekannte Pionier der psychologischen Analyse des Lebens in Konzentrationslagern, der psychoanalytischen Pädagogik sowie der psychoanalytisch orientierten Sozialarbeit in Gefängnissen, Ernst Federn, 1972 aus den USA nach Österreich zurück und engagierte sich als Psychotherapeut und Supervisor in der Reform des Strafvollzugs.
Die große Strafrechtsreform 1975 war innenpolitisch größtenteils unumstritten, ausgenommen die Fristenlösung, die Broda und Firnberg gegen die von Kreisky favorisierte Indikationslösung durchsetzten. Dieser Punkt belastete Kreiskys ansonsten gutes Einvernehmen mit der katholischen Kirche, insbesondere mit Franz König (1956 bis 1985 Erzbischof von Wien). Im Familienrecht kam es zur Gleichstellung der Ehegatten, zur Verbesserung der Rechtsstellung des ehelichen Kindes, zur Gleichstellung unehelicher und ehelicher Kinder und zur Erleichterung der Scheidung.
In Umfragen erwies sich allerdings, „dass eine Reihe von inhaltlichen Reformen … im Justizbereich keine breite Zustimmung fanden. Selbst die bereits vor 1970 abgeschaffte Todesstrafe wäre bei einer Volksabstimmung wieder bejaht worden.“ Später wurde bei der Aufarbeitung des Verhältnisses Österreichs zum Nationalsozialismus die „kalte Amnestie“ kritisiert, die darin bestand, dass mit Kreiskys Zustimmung unter Broda die Staatsanwaltschaften Verbrechen aus der NS-Ära nicht mehr vor Gericht brachten, nachdem NS-Täter einige Male von Geschworenengerichten freigesprochen worden waren.
Auseinandersetzung mit Simon Wiesenthal und Verurteilung wegen übler Nachrede
Simon Wiesenthal stieß vor der Nationalratswahl vom 5. Oktober 1975 darauf, dass FPÖ-Obmann Friedrich Peter bei einer im besetzten Osten aktiven SS-Terroreinheit tätig gewesen war. Er informierte Bundespräsident Rudolf Kirchschläger, weil Kreisky keine absolute Mehrheit erwartete und eine SPÖ-FPÖ-Koalitionsregierung mit Peter als Vizekanzler anpeilte. Kirchschläger leitete die Information an Kreisky und Peter weiter.
Vier Tage nach der Wahl, bei der Kreisky zum zweiten Mal die absolute Mehrheit erreichte, veröffentlichte Wiesenthal seine Kritik an Peter bei einem Pressegespräch, „Worauf bei Kreisky die Sicherungen durchbrannten“; Rathkolb nannte Kreiskys Reaktion „extrem und überzogen“. Kreisky begann am 10. Oktober 1975 mit heftigen, emotionalen Untergriffen gegen Wiesenthal. Er kolportierte sinngemäß, dass Wiesenthal, der im KZ Mauthausen interniert gewesen war, ein Agent der Gestapo gewesen sei, bezeichnete ihn als „Nazi-Kollaborateur“ und unterstellte ihm „Mafiamethoden“. Die Affäre löste eine Welle von Antisemitismus aus. Kreisky erhielt Sympathiebekundungen von ehemaligen SS-Angehörigen und Rechtsextremen, Wiesenthal und jüdische Einrichtungen erhielten Drohungen. „Jedenfalls kam kaum jemand dem Juden Simon Wiesenthal gegen den ‚Sonnenkönig‘ zu Hilfe“.
Auch Kreisky selbst sorgte im Zuge dieser Affäre mit antisemitischen Aussagen für Empörung. In einem Interview mit einem israelischen Journalisten, der Kreisky zu Wiesenthal befragte, reagierte der Kanzler außerordentlich heftig: „Wenn Sie mit mir ein Verhör machen wollen, dann streiche ich gleich alles. Die Juden nehmen sich so furchtbar viel mir gegenüber heraus, und das erlaube ich nicht.“ Außerdem sagte er in dem Gespräch, dass die Juden kein Volk seien, und wenn, dann „ist es ein mieses Volk“.
1980 wiederholte Kreisky seine bereits widerrufene Behauptung über Wiesenthal, was zur Verurteilung wegen übler Nachrede und zu einer bedingten Geldstrafe führte. Kreisky blieb bis zum Ende seines Lebens ein Feind Wiesenthals. Mit diesem Verhalten sei er „ganz dem österreichischen Mainstream angepasst [gewesen], da er fürchtete, von Wiesenthal den Österreichern wieder als Jude vorgeführt zu werden und im Schlamm des nach wie vor starken Antisemitismus zu versinken. An dieser Unverhältnismäßigkeit der Mittel der Debatte mit Wiesenthal ändert auch die parteipolitische Absicht des bekennenden ÖVP-Sympathisanten Simon Wiesenthal nichts.“
Volksabstimmung gegen Atomkraft 1978
Kreisky trat wie seine Partei für den Bau von Kernkraftwerken in Österreich ein; die Atomenergie wurde für die modernste Form der Energieerzeugung gehalten. In der Zivilgesellschaft waren aber Atomkraftgegner sehr erfolgreich. Um diesen den Wind aus den Segeln zu nehmen und in Erwartung der Zustimmung der Mehrheit, entschloss sich Kreisky zu einer Volksabstimmung über die Inbetriebnahme des vom Parlament beschlossenen und bereits gebauten Kernkraftwerks Zwentendorf. Bei dieser ersten Volksabstimmung in der Geschichte Österreichs stimmten allerdings 50,47 % der Abstimmenden gegen die Inbetriebnahme, womit die Atomenergie für Österreich erledigt war. Kreisky verschmerzte die Niederlage bei der Abstimmung schnell und erzielte bei der Wahl im nächsten Jahr neuerlich die absolute Mehrheit. (Das im Dezember 1978 beschlossene Atomsperrgesetz wurde 1999 einstimmig zum Verfassungsgesetz erweitert.)
Konferenzzentrum-Volksbegehren 1982
Kreisky war stets der Meinung, dass Österreich durch aktive Außenpolitik besser geschützt werden könne als durch das Bundesheer. Der UNO wurde während des 1973–1979 erfolgten Baus der Wiener UNO-City in Aussicht gestellt, der Staat würde neben dem exterritorialen internationalen Amtssitz- und Konferenzzentrum ein allgemein zugängliches österreichisches Konferenzzentrum errichten, das von der UNO für Tagungen, die in der UNO-City keinen Platz fänden, benützt werden könne.
Die ÖVP argumentierte mit den hohen Baukosten und lehnte den Bau des Konferenzzentrums strikt ab. Sie initiierte 1982 das Volksbegehren dagegen, das von 1.361.562 Projektgegnern unterzeichnet wurde. Kreisky ließ das Zentrum dennoch bauen und büßte dadurch an Popularität ein. Das Zentrum wurde 1987 eröffnet und heißt heute Austria Center Vienna.

#### Wirtschaftspolitik
Grundlegendes

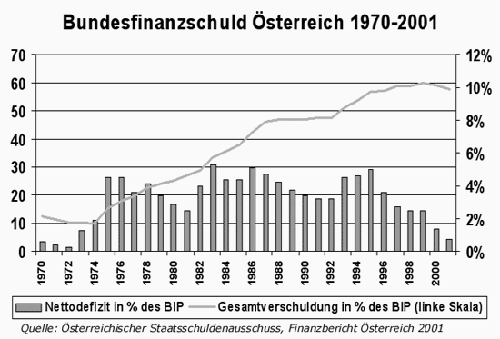
Bundesfinanzschuld Österreichs 1970–2001

Die Regierung Kreisky übernahm von der ÖVP-Regierung Klaus ein geringes Budgetdefizit und geringe Staatsverschuldung. Die ÖVP hatte 1968 versucht, höhere Schulden durch neue Steuereinnahmen (SPÖ: „Belastungspaket“) zu vermeiden, was angeblich 1970 zu ihrer Wahlniederlage beitrug. Die neue Regierung übernahm auch eine im Vergleich zu anderen Ländern große Verstaatlichte Industrie, die im Wesentlichen 1945 unmittelbar nach dem Krieg entstanden war. Gemeinsam mit traditionellen Staatsbetrieben wie Bundesbahnen und Post lag somit eine beträchtliche Staatsquote in der Wirtschaft vor, die, was sich die Sozialdemokratie lang nicht eingestehen wollte, mit der zunehmenden wirtschaftlichen Liberalisierung in Europa nicht harmonieren sollte.
Bis heute kritisiert die ÖVP die unter Kreisky ständig gestiegenen Staatsschulden. Die Bundesfinanzschulden betrugen 1970 noch 12,5 % des BIP (bzw. 3,4 Milliarden €) und waren bis zum Jahr 1983 auf 32,4 % des BIP (bzw. 30,2 Milliarden €) gestiegen. (Die Maastricht-Verschuldung belief sich 1983 auf 43,5 % des BIP.)
2011 wurde anlässlich des 100. Geburtstags Kreiskys kritisch vermerkt: Die Schuldenkrise der Europäischen Union scheint Kreisky … zu immunisieren; die Interventionen der EU und die Investitionsprogramme der Mitglieder werden gerne mit seiner Vorgehensweise verglichen. … … intervenierte Kreisky ja nicht mit Staatsgarantien und Schulden, um einen Kollaps der Finanzmärkte in letzter Sekunde abzuwenden. Vielmehr basierte sein Handeln … auf einer Philosophie, die sich doch grundsätzlich vom Denken moderner Politiker unterscheidet, nämlich auf dem Glauben, dass sich ganze Volkswirtschaften, wenn nicht sogar die Welt, mit ökonomischen Eingriffen langfristig steuern lassen. … Journalist Ortner in der „Presse“ … damit, dass in den 1970er Jahren der Grundstein für eine nonchalante Verschuldungspolitik, für ein Leben und einen Wohlstand auf Pump, gelegt wurde, von der sich Österreich bis dato weniger deutlich distanziert als viele andere Staaten.
Partnerschaft und Konflikt mit Hannes Androsch
Kreisky führte zunächst die Wirtschaftspolitik der letzten 25 Jahre weiter. Die Kontinuität ergab sich durch die hohe Bedeutung, die von Regierung und Opposition der Sozialpartnerschaft zugemessen wurde. Mit seinem langjährigen und in Österreich bis heute populären, aber auch umstrittenen Finanzminister Hannes Androsch kam Kreisky überein, Infrastrukturprojekte und andere für wichtig gehaltene neue Leistungen des Staates durch Kredite zu finanzieren. Den vormaligen ÖVP-Finanzminister Stephan Koren, der im Parlament als „Kassandra“ gegen die Defizitpolitik agierte, schlug Kreisky 1978 erfolgreich als Präsidenten der Österreichischen Nationalbank vor.
Gegen Ende der 1970er Jahre entfremdete sich Kreisky zunehmend von seinem „Jungstar“ und „Kronprinzen“ Androsch (beides Bezeichnungen der Medien), der ihn angeblich mit anderen jüngeren SPÖ-Politikern 1974 in das durch den Tod Franz Jonas’ frei gewordene Amt des Bundespräsidenten wegloben wollte, um die Regierung selbst übernehmen zu können. Dass Androsch in Wien eine größere Steuerberatungskanzlei betrieb, war Kreisky von Anfang an bekannt; er gab aber später an, nicht gewusst zu haben, dass diese Kanzlei auch Aufträge staatseigener Betriebe annahm, und bezeichnete dies als unvereinbar mit den Aufgaben des Finanzministers. Dazu kam, dass Androsch Einnahmen ungeklärter Herkunft nicht versteuert hatte, was nach seiner Amtsperiode zu langwierigen Steuer- und Strafverfahren führte.
Der Konflikt Kreisky – Androsch führte, da beide Politiker ihre Anhänger mobilisierten, zu einer schweren innerparteilichen Belastungsprobe für die SPÖ und letztlich 1981 auf Druck Kreiskys zum Ausscheiden des Vizekanzlers aus der Spitzenpolitik.
Austro-Keynesianismus
Unter Kreisky kam es zum Freihandelsabkommen mit der EG, zum Übergang zum Mehrwertsteuersystem, zu einer liberalen Reform der Gewerbeordnung und zur Konzentration in der staatlichen Stahlbranche (Stahlfusion, Edelstahlfusion), die sich letztlich nicht als erfolgreich erwies. Die „Verstaatlichte“ blieb ständig im Visier von Kritikern, weil hoher Gewerkschaftseinfluss in diesen Betrieben und politische Interventionen die europäische Konkurrenzfähigkeit stark behinderten.
Die Rezession nach dem Ölschock 1973–1975, der nach Jahren des Budgetüberschusses 1973 erstmals ein Defizit von 1,3 % des BIPs, 1975 von 4,5 % brachte und dann stabilisiert wurde, verlangte hohe Aufmerksamkeit der Regierung Kreisky für die Wirtschaft. Damals endete auch das Bretton-Woods-System der stabilen Wechselkurse. Mit dem erklärten Ziel, die Vollbeschäftigung zu halten, setzte die Regierung auf eine Mischung von politischen Maßnahmen („Policy Mix“), die später von Hans Seidel, Staatssekretär im letzten Kabinett Kreisky, als „Austro-Keynesianismus“ bezeichnet wurde: Steuerpolitik, Hartwährungspolitik, Wirtschaftspolitik im Einvernehmen mit den Sozialpartnern und weiterhin hoher Anteil an staatlichen Unternehmen.
Durch hohe (kreditfinanzierte) Investitionen konnte (ausgenommen 1975) bis 1980 ein hohes Wachstum des BIPs erzielt werden. Hohes Wirtschaftswachstum, Vollbeschäftigung, niedrige Inflationsraten, geringer Anstieg der Lohnkosten, sozialer Friede mit äußerst wenigen Streiks machten Österreich zum „Musterland“ oder „Sonderfall“.
Die Hartwährungspolitik führte aber auch zu einer sehr schlechten Leistungsbilanz, bis 1977 mit der Staffelung der Mehrwertsteuer (30 % auf Luxusgüter, besonders Autoimporte) gegengesteuert wurde. Die Verstaatlichte Industrie behielt nach dem Konjunktureinbruch 1975 ihre hohen Investitionen bei und hielt auch den Beschäftigtenstand. Nötige Strukturanpassungen unterblieben, die Kapitalbasis der Betriebe wurde ausgehöhlt.
Grenzen der Politik, Mallorca-Paket
Kreisky fasste sein Ziel der Vollbeschäftigung in einem legendären Ausspruch zusammen: „Mir sind ein paar Milliarden Schilling Schulden lieber als ein paar hunderttausend Arbeitslose.“ Dies ließ sich nicht auf Dauer erreichen. Die Abgabenquote erreichte in den 1970er Jahren 40 %, die Staatsschulden nahmen dramatisch zu. Mit Beginn der weltweiten Rezession 1981 war wegen der längst angespannten Budgetlage expansive Konjunkturförderung („Durchtauchen“ der Rezession) nicht mehr möglich.
1982 versuchten Kreisky und sein neuer Finanzminister Herbert Salcher, wie Rathkolb beschreibt, „in einem Überraschungscoup, den Wählerinnen und Wählern vor der Wahl reinen Wein einzuschenken“: Ein Steuerpaket sollte die Budgetsanierung bewirken. Kern des von Medien „Mallorca-Paket“ genannten Maßnahmenbündels, das in Kreiskys Ferienhaus auf Mallorca ausgearbeitet wurde, war eine heftig kritisierte Quellensteuer auf Kapitalerträge, die erst zehn Jahre später als Kapitalertragsteuer verwirklicht werden konnte.
Ab 1982 stieg die Arbeitslosigkeit deutlich, auch wenn sie im internationalen Vergleich niedrig blieb. Die verstaatlichten Unternehmen, insbesondere die Grundstoffindustrie wie VOEST und Vereinigte Edelstahlwerke (VEW) erhielten zwischen 1981 und 1985 fast 21 Milliarden Schilling Staatszuschuss, konnten aber später trotz Milliardenverlusten doch nicht im Staatseigentum gehalten werden. Neben ihrer Rolle in der Vollbeschäftigungspolitik (nötige Rationalisierungen waren unterblieben) waren auch gescheiterte Spekulations- und Auslandsgeschäfte Grund für hohe Verluste (wie Intertrading-Skandal, Stahlwerk Bayou).

#### Außenpolitik
Außenminister unter Kreisky
Das große Engagement, das Kreisky schon zuvor für die Außenpolitik Österreichs gezeigt hatte – der zweite Band seiner Memoiren listete von 1953 bis zum Amtsantritt 1970 insgesamt 166 berufliche Auslandsreisen auf –, setzte er als Bundeskanzler uneingeschränkt fort. Er suchte für die Position des Außenministers in seiner Regierung parteilose Diplomaten aus, die es von vornherein in Kauf nahmen, zumeist im Schatten des national und international sehr präsenten Kreisky zu stehen: Rudolf Kirchschläger, in der Folge Bundespräsident, Erich Bielka und Willibald Pahr. Die Bewerbung des 1970 ausgeschiedenen ÖVP-Außenministers Kurt Waldheim als UNO-Generalsekretär (er wurde 1971 gewählt) unterstützte er voll.
Nahostkonflikt
Kreiskys weltweites Auftreten als Außenpolitiker überstieg die Erwartungen an einen Politiker eines Kleinstaates bei Weitem, umso mehr, als er sich nicht nur um Fragen im unmittelbaren Interesse Österreichs sorgte, sondern auch den Weltfrieden, Entwicklungshilfe und den Nahostkonflikt in seine Arbeit einbezog.
Er pflegte gute Beziehungen zu arabischen Politikern wie dem ägyptischen Präsidenten Sadat und dem libyschen Machthaber Gaddafi, den er in Wien begrüßte. Der palästinensischen Befreiungsorganisation PLO ermöglichte er die offizielle Einrichtung eines Büros in Wien („PLO-Botschaft“). Gleichzeitig fungierte Österreich aber als Transitland für sowjetische Juden, die nach Israel auswandern wollten, und setzte diese Unterstützung der am 28. September 1973 erfolgten Geiselnahme in Marchegg zum Trotz, wenn auch weniger öffentlich, fort.
In Israel wurde aber heftig kritisiert, dass Kreisky während der Geiselnahme im ORF die Schließung des jüdischen Transitlagers in Bad Schönau in Niederösterreich zugesagt hatte. Ministerpräsidentin Golda Meir gelang es bei ihrem Besuch bei Kreisky am 2. Oktober 1973 nicht, den Kanzler diesbezüglich umzustimmen. In ihrer Verbitterung darüber behauptete sie nach dem Besuch, man habe ihr im Bundeskanzleramt in Wien nicht einmal ein Glas Wasser angeboten, was von Ari Rath jedoch widerlegt wurde (im Ö1-Interview mit Renata Schmidtkunz vom 9. April 2015).

Später erwarb sich, Pelinka zufolge, Kreisky durch seine Aussagen zu Menachem Begin speziell und zu Israel generell dort den Ruf, dem Typus „des sich selbst hassenden Juden“ zu entsprechen; oder, schlimmer noch, ein „jüdischer Antisemit“ zu sein. Jedenfalls hätten Kreiskys Positionen zum Nahostkonflikt ihn zum Feindbild für viele Israelis gemacht.
Die OPEC-Geiselnahme von 1975 in Wien beirrte Kreisky in seiner Nahostpolitik ebenfalls nicht; als 1985 ein Terrorkommando einen Anschlag auf den Flughafen Wien unternahm, war Kreisky nicht mehr im Amt.
Zusammenarbeit mit Brandt und Palme

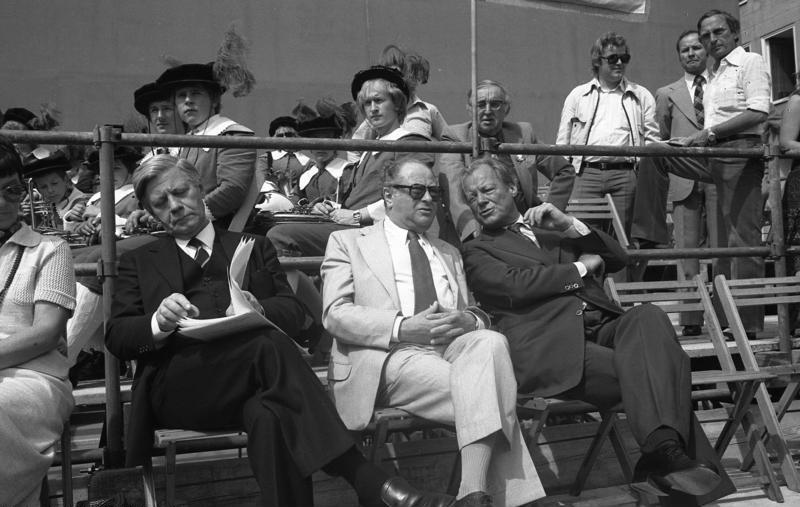
Kreisky gemeinsam mit Helmut Schmidt (links) und Willy Brandt (rechts) 1979 bei einer SPD-Wahlkampfveranstaltung

Gemeinsam mit dem deutschen Bundeskanzler Willy Brandt und dem schwedischen Ministerpräsidenten Olof Palme, beide wie Kreisky Sozialdemokraten, förderte Kreisky den Nord-Süd-Dialog und setzte sich für eine aktive Friedens- und Entwicklungspolitik ein. Mit diesen beiden arbeitete er (auch nach seinem Rücktritt als Bundeskanzler) auch in der Sozialistischen Internationale zusammen.
2011 wurde zum 100. Geburtstag Kreiskys betont, er sei als Außenpolitiker in der Geschichte der Republik Österreich eine singuläre Erscheinung gewesen.

### Altkanzler (1983–1990)

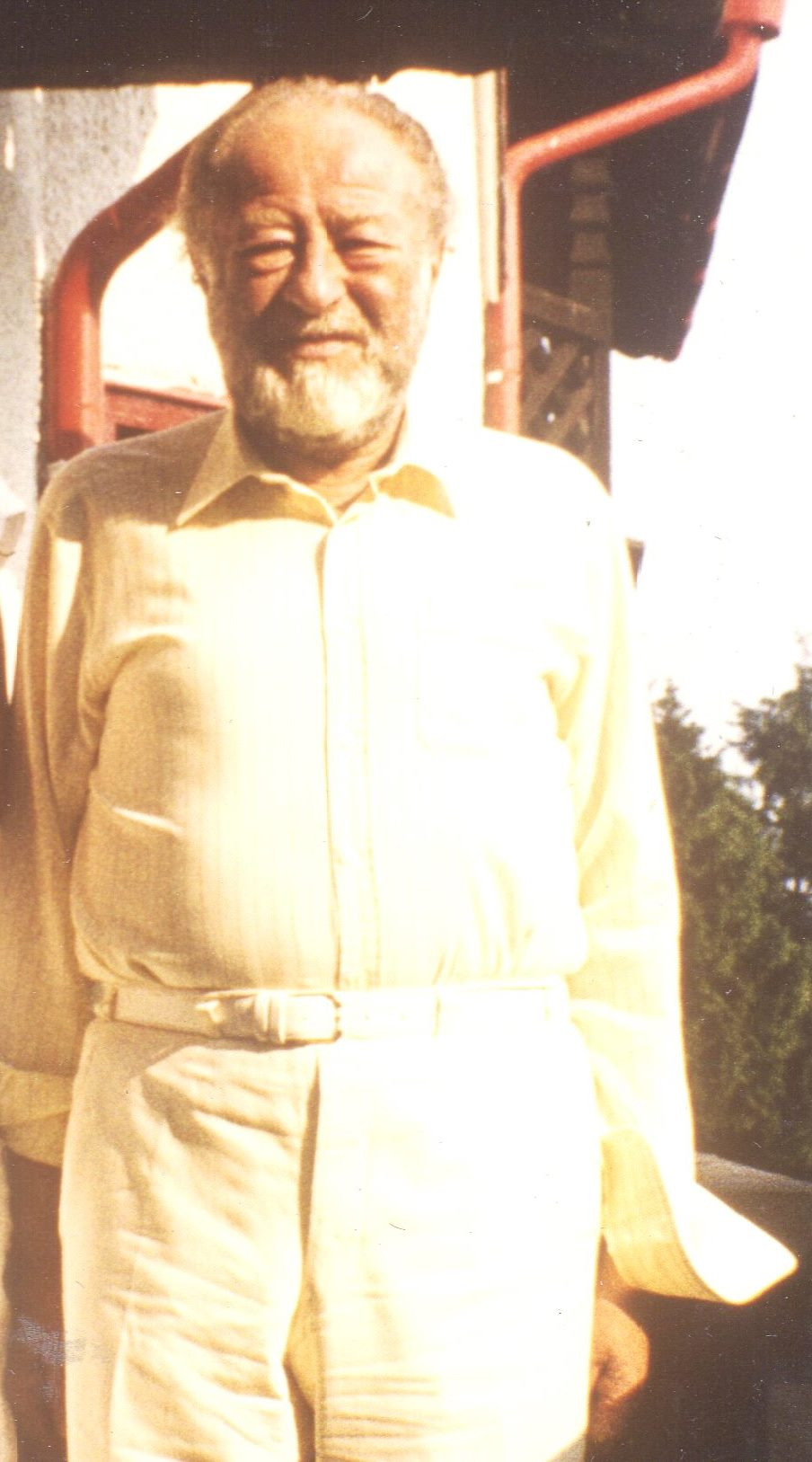
Bruno Kreisky 1986 als Politpensionist in Gösing an der Mariazellerbahn

Nach Installierung der Kleinen Koalition zog sich Kreisky aus der Innenpolitik zurück. Als Kanzler wurde er am 24. Mai 1983 auf seinen Vorschlag von Fred Sinowatz abgelöst, im Oktober auch als Parteivorsitzender. Am 28. September 1983 schied er mit einer bewegenden Abschiedsrede aus dem Nationalrat aus, dem er seit 1956 angehört hatte. Wie er sagte, hatte er zum Rücktritt als Bundeskanzler Tausende Briefe erhalten: Am eindrucksvollsten waren die Briefe älterer Frauen. Sie reichen von den Hilfsarbeiterinnen bis hinüber zur ehemaligen Kaiserin von Österreich, und jeder würde lügen, der sagte, daß ihm das gleichgültig sei.
Danach entfremdete er sich immer mehr von der Partei. Dies begann mit der von Sinowatz 1984 vorgenommenen Entlassung seiner Minister Herbert Salcher und Erwin Lanc und erreichte seinen Höhepunkt, als die SPÖ unter Franz Vranitzky 1987 der ÖVP nach der Nationalratswahl, bei der sie Nr. 1 blieb, „sein“ Außenministerium überließ und an Alois Mock übergab, der als Oppositionspolitiker Kreiskys außenpolitischen Kurs stark kritisiert hatte. Aus Protest legte er den Ehrenvorsitz der Partei zurück. Erst im März 1990 sollte es zu einer vorsichtigen Versöhnung mit seinen Nachfolgern Sinowatz und Vranitzky kommen. Kurz vor seinem Tod bezeichnete Kreisky die Entwicklung der österreichischen Sozialdemokratie als größte Enttäuschung seines Lebens.
Schwer trafen ihn die Ermordung seines Freundes Olof Palme 1986 und der Tod seiner Frau am 5. Dezember 1988. In diesen Jahren arbeitete Kreisky auch an seiner Autobiographie, deren dritter und letzter Band erst posthum erschien.
Seine außenpolitischen Initiativen setzte Kreisky auch im Alter und trotz Krankheit fort: Er setzte sich für den Nord-Süd-Dialog ein sowie im Nahostkonflikt, wo er unter anderem nach dem Libanon-Krieg bei der Vermittlung eines israelisch-palästinensischen Gefangenenaustausches tätig war, was ihm heftige Kritik seitens der israelischen Rechten einbrachte.
1988 sprach sich Kreisky gegen die Uraufführung des Theaterstücks „Heldenplatz“ aus. In dem Stück von Thomas Bernhard geht es um die Nachwirkungen des Holocausts und die fehlgeschlagene Aufarbeitung der NS-Zeit in Österreich. Die harte Kritik an Österreich „darf man sich nicht gefallen lassen“, so Kreisky.
Von 1986 bis 1989 leitete Kreisky die „Unabhängige wissenschaftliche Kommission für Beschäftigungsfragen in Europa“, deren Bericht „Zwanzig Millionen suchen Arbeit“ zugleich sein politisches Vermächtnis darstellt. 1989 beendete er seine Tätigkeit für die Sozialistische Internationale, deren stellvertretender Vorsitzender er seit 1976 gewesen war.

### Krankheit und Tod

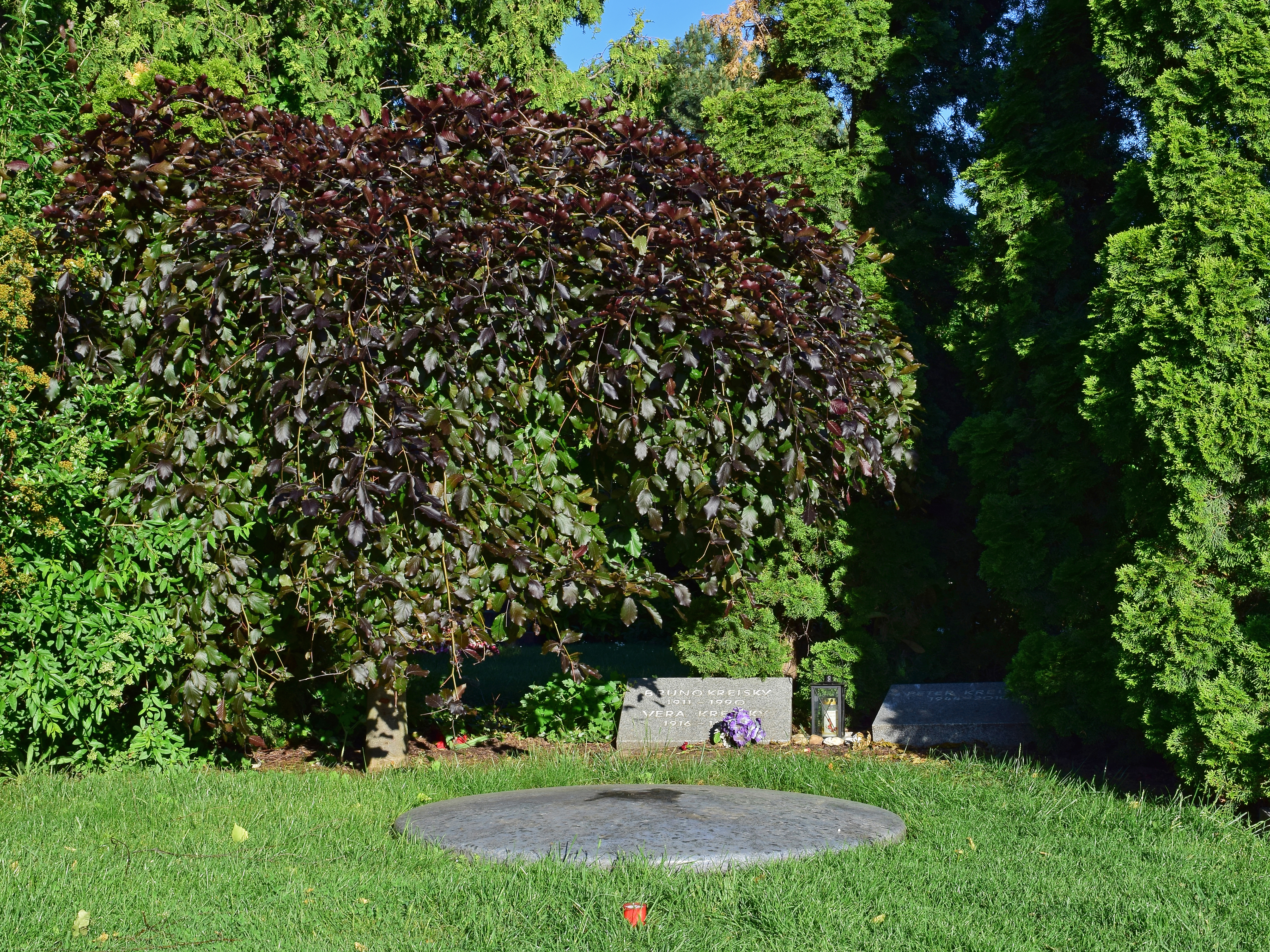
Bruno Kreiskys Grab mit Sonnenscheibe und Trauerbuche, gestaltet von Karl Prantl

Kreisky hatte in den 1970er Jahren Bluthochdruck und Diabetes. Im Dezember 1979 erlitt er nach der Eröffnung des Arlbergtunnels einen Gefäßverschluss im Auge. Er selbst behauptete, aus Ärger und Aufregung über den angeblich betrunken bei einem Empfang erschienenen Finanzminister Androsch plötzlich auf einem Auge erblindet zu sein. Andere behaupteten, ein vorbeifahrendes Auto habe ein Steinchen in sein Auge geschleudert.
Ärzte in Boston, die Kreisky nach dem Fehlschlagen der Behandlung am Wiener AKH 1981 konsultierte, therapierten nach vom Wiener Augenarzt Anton Hommer 2011 veröffentlichten Unterlagen seines Vaters Peter Grün, dessen Patient Kreisky war, diesen wegen eines Sekundärglaukoms mit Diamox. Dabei wurde anscheinend seine Schrumpfniere übersehen und eine auf das Achtfache erhöhte Dosis verordnet. Dadurch wurde seine Niere anscheinend stark geschädigt, am Auge nichts verbessert.
1982 beauftragte Kreisky in Hinblick auf die Nationalratswahl 1983 ein prominentes Ärzteteam mit einem Gutachten, da er den Gesundheitszustand des Bundeskanzlers als Wahlkampfthema befürchtete. Das Team hielt fest, der lebensbedrohliche Zustand der letzten Monate sei vorbei, es blieben aber die Gefahr der Überforderung des Herzens und die eingeschränkte Nierenfunktion als Probleme. Kreisky zog es vor, diese Version nicht zu veröffentlichen.
Im April 1984 unterzog sich der Dialysepatient Kreisky einer Nierentransplantation, nach der er sich besser fühlte. Ab Mitte der achtziger Jahre verschlechterte sich sein Zustand zunehmend. 1986 bis 1988 erlitt er mehrere Schlaganfälle, ein Oberschenkelhalsbruch schränkte seine Mobilität ab 1987 stark ein, zuletzt erblindete er auch am anderen Auge.
Am 29. Juli 1990 starb Bruno Kreisky an Herzversagen. Er wurde am 7. August in einem staatlichen Begräbnis auf dem Wiener Zentralfriedhof (Ehrengruppe 32 C, Nummer 21 B) beigesetzt. Die Grabrede (Lebwohl, mein lieber, schwieriger Freund) hielt Willy Brandt, der fast ein halbes Jahrhundert lang sein politischer Gefährte und Lebensfreund war.

## Privatleben
1942 heiratete Kreisky die aus einer jüdischen Industriellenfamilie stammende Vera Fürth (1916–1988). Ihr Sohn, Peter Kreisky, kam 1944 in Schweden zur Welt, Tochter Suzanne 1948.
Neben seiner Ehe, seine Frau litt nach der Geburt der Tochter an einer postnatalen Depression und erholte sich davon Zeit ihres Lebens nicht mehr, unterhielt Kreisky – der seine Frau sehr liebte – seit seiner Zeit als Außenminister mehrere außereheliche Beziehungen, unter anderem zu Marietta Torberg (der Frau Friedrich Torbergs) und Senta Wengraf.

## Schriften (Auswahl)
Von Bruno Kreisky wurden unter anderen folgende Werke verfasst:
- Zwischen den Zeiten. Erinnerungen aus fünf Jahrzehnten. Siedler, Berlin 1986, ISBN 3-88680-148-9.
- Im Strom der Politik. Der Memoiren zweiter Teil. Siedler/Kremayr & Scheriau, Berlin/Wien 1988, ISBN 3-218-00472-1.
- Der Mensch im Mittelpunkt. Der Memoiren dritter Teil. Herausgegeben von Oliver Rathkolb, Johannes Kunz und Margit Schmidt. Kremayr & Scheriau, Wien 1996, ISBN 3-218-00622-8.

## Ehrungen

### Auszeichnungen (Auswahl)
Bruno Kreisky erhielt folgende Auszeichnungen:
- 1955 – Großkreuz des Bundesverdienstkreuzes
- 1960 – Bayerischer Verdienstorden
- 1961 – Orden wider den tierischen Ernst
- 1975 – Freedom Award des International Rescue Committee
- 1976 – Ehrenbürgerschaft der Stadt Wien
- 1980 – Karl-Valentin-Orden
- 1979 – Schärfste Klinge der Stadt Solingen
- 1981 – Kreisky wird, zugleich mit Konstantinos Karamanlis, von einem Gremium aus Politikern, Künstlern und Wissenschaftlern in Paris zum Politiker des Jahres 1980 gewählt
- 1983 – Nehru-Preis für internationaler Völkerverständigung
- 1984 – Großkreuz des portugiesischen Christusordens
- 1988 – Goldenes Doktorat der Wiener Universität
- 1989 – Friedenspreis der Martin-Luther-King-Stiftung
- 1989 – KF-Hanson-Medaille in Saltsjöbaden (Schweden)

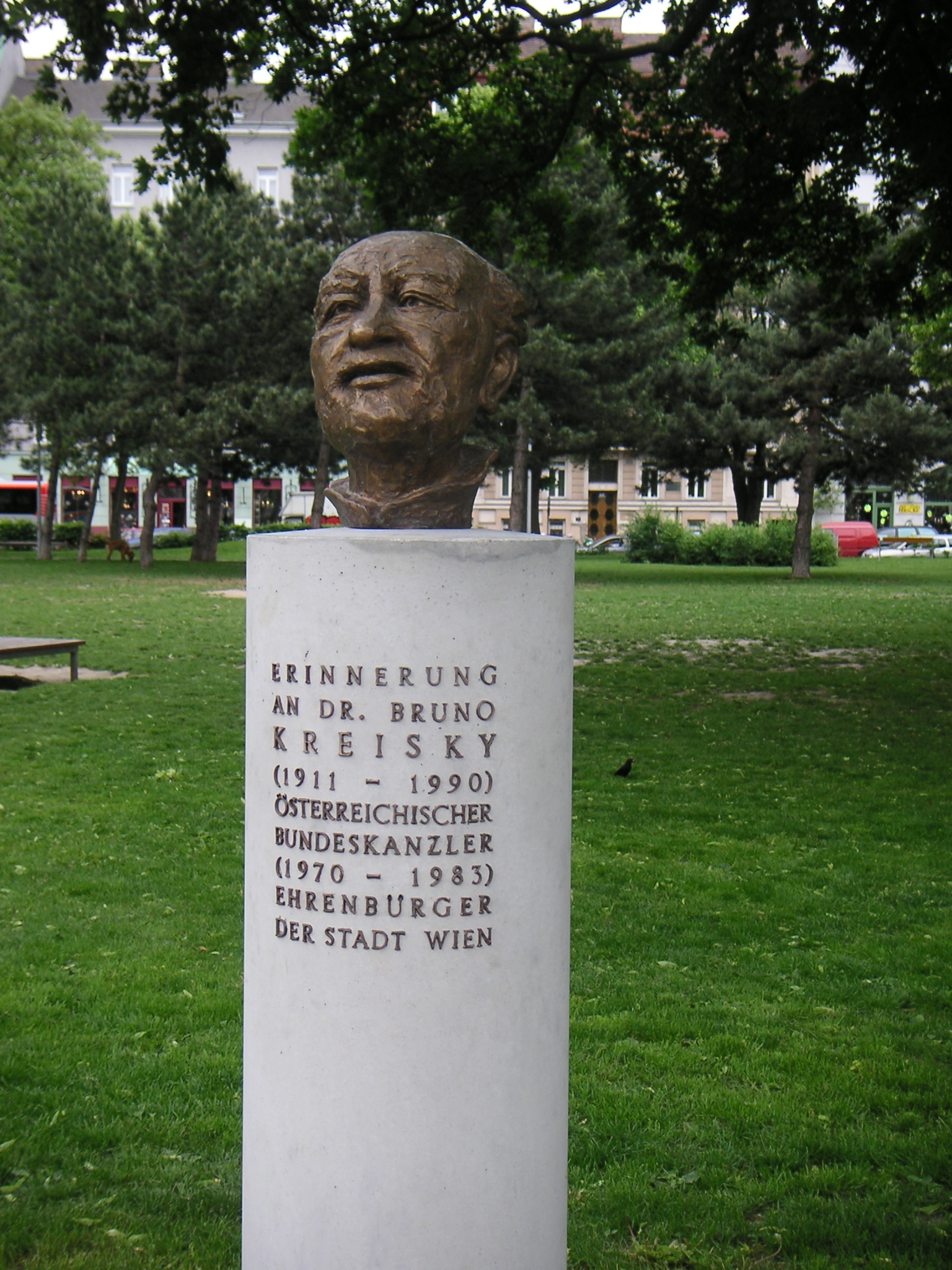
Büste im Bruno-Kreisky-Park im 5. Wiener Gemeindebezirk

### Bruno-Kreisky-Preise
- Die Bruno Kreisky Stiftung für Verdienste um die Menschenrechte verleiht regelmäßig den Bruno-Kreisky-Preis für Verdienste um die Menschenrechte.
- Das Renner-Institut der SPÖ vergibt jährlich den Bruno-Kreisky-Preis für das politische Buch.

### Nach Kreisky benannte Objekte (Auswahl)
- 1991: Bruno-Kreisky-Gasse neben dem Bundeskanzleramt in Wien Innere Stadt
- 1991: Bruno-Kreisky-Platz in Wien-Kaisermühlen vor dem Konferenzzentrum Austria Center Vienna
- 1995: Bruno-Kreisky-Hof in Wien-Hernals mit Gedenkstele (geschaffen vom Bildhauer Leopold Grausam, jun.)[72]
- 1998: Bruno-Kreisky-Schule als Volks- und Hauptschule (heute als Kooperative Mittelschule (KMS) und als Ganztagsvolksschule (GTVS) geführt) in der Svetelskystraße in Wien-Simmering[73]
- 2000: Bruno-Kreisky-Büste in der Armbrustergasse in Wien-Döbling gegenüber dem ehemaligen Wohnsitz[74]
- 2005: Bruno-Kreisky-Park in Wien-Margareten unweit seines Geburtshauses
- 2006: Aufstellung einer Büste im Bruno-Kreisky-Park (geschaffen von der Bildhauerin Christine Pillhofer)[72]
- Weitere nach Kreisky benannte Straßen gibt es zum Beispiel in Ebenthal in Kärnten, Gerasdorf bei Wien, Gloggnitz, Leibnitz, Linz, Klagenfurt, Köflach, Kottingbrunn, St. Pölten, Strasshof an der Nordbahn, Traiskirchen und Villach.
- Auch die Palästinenser würdigen Kreisky mit einer Straße in Ramallah, die um das Hauptquartier des Sicherheitsdienstes führt.[75]
- Die 2005 in Wien gegründete Indie-Rock-Band Kreisky wählte ihren Bandnamen in Anlehnung an Bruno Kreisky.

## Kreisky-Ära
Die Kreisky-Ära beschreibt im engeren Sinn die Zeit seiner Kanzlerschaft und die im Zuge ihrer umgesetzte Politik.
Es folgt eine Auswahl an Reformen dieser Regierungszeit:
- Wehrdienst-Verkürzung und Einführung Zivildienst
- Herabsetzung der Volljährigkeit
- Schülerfreifahrt
- Abschaffung AHS-Aufnahmeprüfung
- Abschaffung Studiengebühren
- Heiratsbeihilfe
- Fristenlösung
- Individualbesteuerung
- Entkriminalisierung der Homosexualität
- Gleichstellung von unehelichen Kindern
- Abschaffung „Schmutz und Schund“-Paragraf
- Ortstafelgesetz
- Gratis-Schulbuch
- Schulunterrichtsreform und Schülermitverwaltung
- Hochschulreform und Mitspracherecht der Studenten und Assistenten
- Mutter-Kind-Pass
- Erhöhung Geburtenbeihilfe
- Mehrwertsteuer
- Strafrechtsreform
- Gleichstellung in der Ehe und Scheidungsreform
- Arbeitszeitverkürzung (40-Stunden-Woche) und Mindesturlaub vier Wochen
- Abfertigung für Arbeiter

## Filme
- Helene Maimann, Paul Lendvai: Kreisky. Licht und Schatten einer Ära. ORF, Wien 2000.
- Helene Maimann: Kreisky. Politik und Leidenschaft. ORF, Wien 2011.
- 2025 entstand unter der Regie von Harald Sicheritz die Filmbiografie Bruno – Der junge Kreisky mit Nils Arztmann in der Titelrolle.[77][78]